# José Maurício Nunes Garcia
José Maurício Nunes Garcia (Rio de Janeiro, 22 settembre 1767 – Rio de Janeiro, 28 aprile 1830) è stato un compositore e presbitero brasiliano.
Mulatto, discendente di schiavi, nacque povero, ma ricevette una solida formazione sia musicale sia letteraria e umanistica. Optò per la carriera ecclesiastica per devozione, ma probabilmente anche per motivi pratici, essendo un mezzo per avere garantito un futuro decente, specialmente per persone della sua condizione sociale. Le sue elevate qualità artistiche e intellettuali si misero presto in luce e spinsero la società schiavistica del suo tempo ad attenuare le forti restrizioni di accesso a posizioni di prestigio per i negri e i mulatti come lui, ma non lo liberarono completamente dagli infortuni generati dal pregiudizio razzista.
Nunes Garcia visse in una fase di grandi mutamenti politici, sociali e culturali, testimoniando la transizione dal Brasile coloniale all'Impero indipendente, e fra il barocco e il neoclassicismo. In questo periodo si passò da un universo culturale che aveva due secoli d'età ed erano profondamente radicato in Brasile, basandosi su contrasti accentuati, sulla sontuosità decorativa e sull'espressione di un'emozione esaltata, verso un altro in cui si ebbe un recupero delle idee dell'Antichità, che ponevano l'equilibrio, la chiarezza e l'economia espressiva sotto il primato della ragione. La sua opera musicale rifletté queste mutazioni estetiche in una sintesi ibrida di vari aspetti, da una parte partendo dall'eredità della musica coloniale brasiliana, ma assorbendo forti influenze dalla scuola classicista austro-tedesca, che diventeranno dominanti nella sua produzione matura. Il suo apogeo durò solo una decina di anni: iniziò con la nomina a maestro di cappella della Cattedrale di Rio de Janeiro alla fine del XVIII secolo, e trascorse con la prima parte del periodo in cui la corte portoghese risiedette a Rio. In questo periodo, ebbe il favore del principe reggente dom João, che fu un grande ammiratore del suo talento, e lo indicò come direttore della Cappella Reale e lo fece cavaliere dell'Ordine del Cristo. Frattanto, l'affermato operista portoghese Marcos António Portugal, arrivato in Brasile nel 1811, immediatamente guadagnò il favore dell'élite e fece a Nunes Garcia una guerra costante, occupando praticamente tutto il suo antico spazio. Ciò provocò la sua fase di decadenza, forse accelerata da una salute in declino e dalla generale crisi economica e istituzione dei primi anni dopo l'Indipendenza del Brasile. Ciò nonostante, proprio in questo periodo finale compose alcune delle sue opere più importanti, come il Requiem e l'Ufficio dei Defunti (1816) e le messe di Nostra Signora del Carmine (1818) e di Santa Cecilia (1826). Morì quasi in miseria con poco più di sessant'anni, lasciando, nonostante fosse sacerdote, cinque figli, che ebbe da Severiana Rosa de Castro.
Fu forse il compositore brasiliano più prolifico del suo tempo, e oggi è considerato uno dei nomi più rappresentativi della musica brasiliana di tutti i tempi e senza dubbio il più importante compositore della sua generazione. La sua posizione storica è stato interpretata alla luce di ideologie divergenti e molti miti hanno tentato di impadronirsi della sua figura, che è più citata per il folclore che suscitò più di quanto sia realmente conosciuta e compresa in maniera obiettiva e critica. Sopravvivono più di 240 composizioni catalogate, praticamente tutte ascrivibili al genere sacro e vocale: messe, mattutini, vespri, mottetti, antifone e altre composizioni per il culto cattolico, a fronte di poche modinhas e qualche brano orchestrale e drammatico, nonché un'opera didattica, mentre il resto si è perduto. Fu celebre anche come professore di musica e strumentista, elogiato soprattutto per le sue qualità di improvvisatore e di accompagnatore al pianoforte.

## Biografia

### Infanzia
Nato il 22 settembre 1767, José Maurício ebbe come genitori il sarto Apolinário Nunes Garcia, originario dell'Ilha do Governador, e Vitória Maria da Cruz, oriunda di Minas Gerais, che si erano sposati nel 1762 nella chiesa di Santa Rita da Cascia a Rio de Janeiro. Entrambi erano mulatti, figli di madri schiave e di padri bianchi, e secondo la legge dell'epoca dovevano essere schiavi anche loro, ma erano stati affrancati. Testimoni dell'epoca li dichiarano "sempre buoni cattolici, che vivono con molta decenza", e il padre fu rispettato nella sua professione. José Maurício nacque in Rua da Vala, l'attuale Rua Uruguaiana, e fu battezzato nella Cattedrale il 20 dicembre dello stesso anno.
Secondo la tradizione rivelò fin dall'infanzia il suo talento per la musica, ma poco si sa dei suoi primi anni. Manuel de Araújo Porto-Alegre, suo contemporaneo e uno dei suoi primi biografi, dice che aveva "dalla più tenera infanzia una bellissima voce e cantava mirabilmente", e doveva essere dotato di una "prodigiosa memoria", potendo "riprodurre fedelmente tutto quello che ascoltava". La sua vita non fu tranquilla. A sette anni perse il padre e fu cresciuto dalla madre con l'aiuto di una zia. Le due donne, semplici lavandaie, percepivano l'interesse del bambino per la musica e lavoravano duramente per permettersi le lezioni private con il professore Salvador José de Almeida Faria, musicista di Minas Gerais che operava nel solco della tradizione locale tardo-barocca e proto-classicista ed era un vecchio amico di famiglia. L'insegnamento ricevuto dal giovane era solido, come dimostra una correzione della sua prima composizione conosciuta, un'antifona per la Cattedrale di Rio de Janeiro, Tota pulcra es Maria (1783), composta a 16 anni. Probabilmente in questo periodo cantava nel coro della Cattedrale. Nel 1784 partecipò alla fondazione della Confraternita di Santa Cecilia, di cui era uno dei membri più giovani, il che attesta anche la sua buona preparazione. L'ammissione gli dava il diritto di insegnare musica, e la docenza divenne la sua principale occupazione. Questa confraternita, più che un'accolita di amanti della musica, per qualche tempo monopolizzò l'attività musicale di Rio, agendo quasi come un sindacato professionale e proibendo a musici estranei di lavorare finché non fossero entrati nella confraternita.

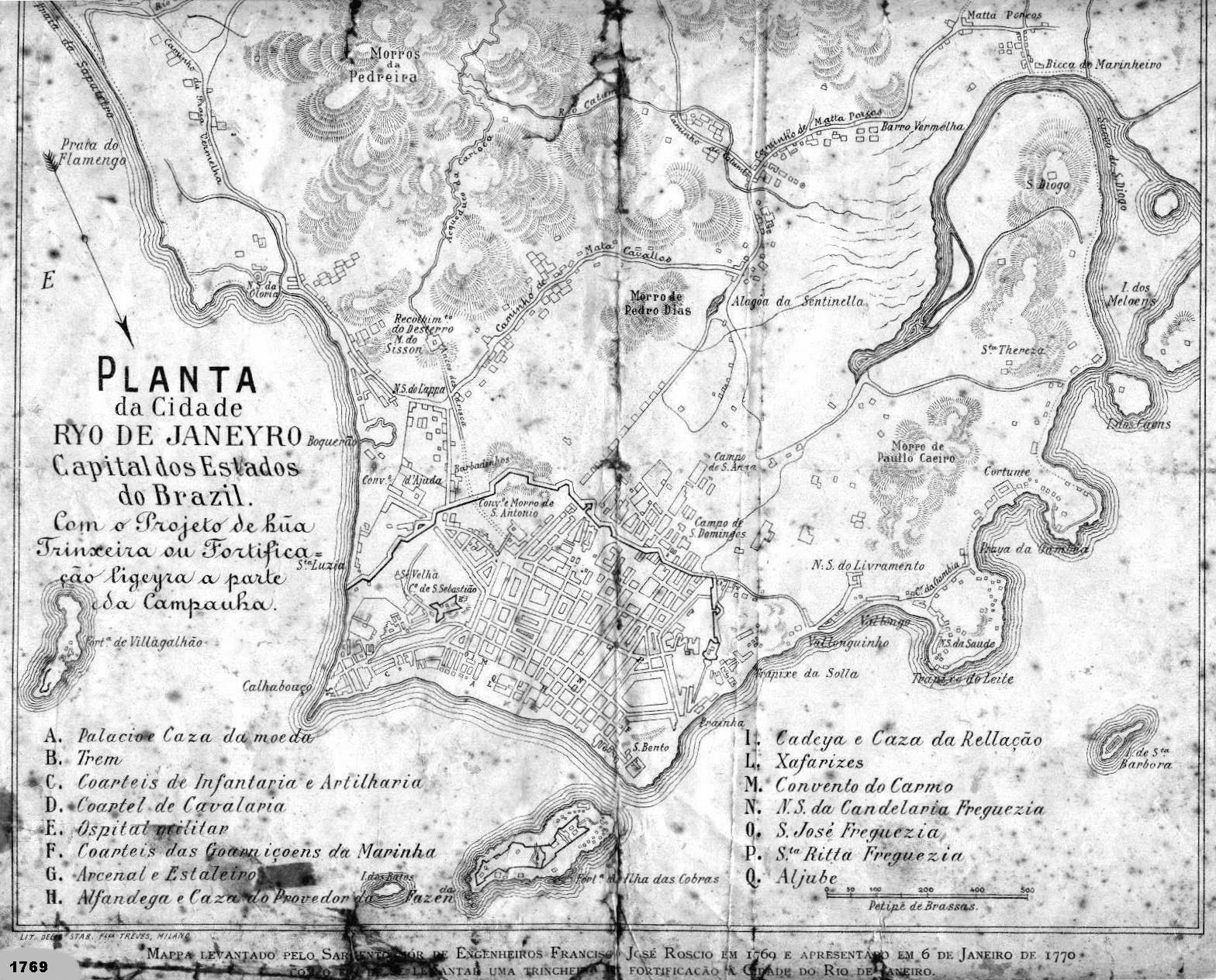
Pianta di Rio nel 1769, opera di Francisco João Roscio.

Quando José Maurício nasceva, la città di Rio da pochi anni era diventava capitale della colonia, dopo Salvador, e attraversava una fase di modernizzazione, in cui fu dotata di nuove arterie e abbellimenti, ma era ancora una città abbastanza provinciale, le cui feste pubbliche erano vincolate al calendario liturgico e le stesse celebrazioni civili in generale vedevano una forte partecipazione della Chiesa. La trasformazione in capitale cominciò ad attrarre in città artisti e intellettuali, e le confraternite religiose avevano l'occasione di rinfocolare la loro tradizionale competizione organizzando liturgie con musica di qualità e migliorando le loro orchestre. Il viceré, il marchese di Lavradio, cercava di dare più varietà all'ambiente e di formare un'élite istruita, incentivando le Aulas Régias e l'Accademia Scientifica e ordinando la costruzione di un nuovo teatro, ove si iniziarono rappresentazioni di spettacoli vari destinati al popolo: commedie, drammi, mascherate e anche alcune opere liriche di compositori europei, come Giovanni Paisiello, Niccolò Jommelli e Domenico Cimarosa, ma le messinscene erano ancora in molti casi di livello amatoriale. Probabilmente, nella sua giovinezza, José Maurício entrò in contatto con questo centro di cultura, che era il più importante della città, e potrebbe aver partecipato ad alcune rappresentazioni. Secondo i suoi primi biografi, non fu mai in grado di acquistare un clavicembalo o un pianoforte per esercitarsi, compiendo le sue esercitazioni con una viola de arame e avendo accesso a strumenti a tastiera solo nelle case dei suoi alunni. La tradizione riporta che non ebbe mai professori di pianoforte e che ne avesse scoperto i segreti da autodidatta, ma sembra difficile che non avesse ricevuto neppure qualche rudimento orientativo informale dai suoi molti amici musicisti professionisti, specialmente in rapporto all'organo, strumento di grande complessità.
Per completare la sua formazione, frequentò le Aulas Régias, ricevendo una preparazione in storia, geografia, francese, italiano, greco, latino e retorica sacra e profana con il padre Elias, e in filosofia razionale e morale con il dottor Agostinho Corrêa da Silva Goulão, formatosi a Coimbra. Porto-Alegre riferisce che il suo progresso fu molto rapido, dicendo che in poco tempo i suoi maestri lo considerarono capace di sostituirli nelle lezioni. Goulão gli avrebbe offerto la docenza, ma José Maurício avrebbe rifiutato, scegliendo di dedicarsi alla musica sacra.
Il 5 gennaio 1791, iniziando la sua preparazione al sacerdozio, chiese l'apertura del processo per l'abilitazione agli esami sinodali. Come era prassi, fu fatta un'inchiesta per attestare il suo buon carattere e la sua appartenenza a una famiglia rispettabile. La sua reputazione di buon cattolico e di persona di degni costumi, nonché la sua qualità intellettuale, gli permisero di essere dispensato dal requisito di avere "sangue limpido", necessario per l'ordinazione in una società schiavistica e discriminante, in cui avere sangue negro era un impedimento per una carriera ecclesiastica o mondana di successo. Ma c'era un altro requisito, quello di possedere un patrimonio. Grazie alla generosità del commendatore Tomás Gonçalves, suo amico e protettore, ricevette come dote una casa in Rua das Marrecas, soddisfacendo così a tutti i requisiti per l'abilitazione. Il 7 settembre entrò nella Confraternita di San Pietro dei Chierici, componendo per la stessa tre Te Deum. Il 17 dicembre, già suddiacono, s'iscrisse alla seconda parte degli esami, e il 3 marzo 1792 fu ordinato presbitero e celebrò la sua prima messa al Palácio da Conceição, residenza del vescovo.
Il suo ingresso nella Chiesa poteva essere frutto di una devozione autentica, in quanto i suoi primi biografi lo dipingono come un cattolico sincero fin dall'infanzia. Però Vasco Mariz considera nel contesto dell'epoca le sue origini umili e disonorevoli di figlio di schiavi affrancati mulatti, e ritiene che la carriera ecclesiastica deve essere stata, forse principalmente, un'opzione dettata da ragioni eminentemente pratiche, in quanto gli assicurava stabilità finanziaria e gli offriva prestigio e influenza sociale, aprendogli molte porte anche nel mondo secolare. Allo stesso tempo, il tradizionale interesse per la musica da parte della Chiesa deve essere stato un'altra forte attrattiva per la scelta del percorso ecclesiastico. Il suo ingresso e la sua ascesa nella Chiesa d'altra parte furono eccezionalmente rapide. La veloce dispensa dal suo "difetto di colore" indica che già a quel tempo godeva di prestigio fra il clero, e il vescovo di Rio de Janeiro, José Caetano da Silva Coutinho, dichiarò che egli era uno dei sacerdoti più istruiti della sua diocesi, diventandone amico e introducendolo nel circolo degli intellettuali che frequentavano i salotti letterari e filosofici che manteneva nel suo palazzo, a cui partecipavano fra gli altri il marchese di Maricá e José Antônio Caldas.
Sfornava nuove composizioni a un ritmo regolare, e in alcuni dei principali brani di questa fase di esordio, come la Sinfonia Funebre (1790), che gli diede una fama significativa fama e consolidò il suo prestigio come compositore, già diede segno di possedere uno stile suo. Fu nominato professore pubblico di musica nel 1795 e aprì una scuola nella sua stessa casa. La scuola era allora poverissima, disponendo appena della sua viola de arame per la pratica. Ciò nonostante, vi ricevettero la loro prima istruzione musicisti che sarebbero diventati celebri, come Francisco Manuel da Silva, Cândido Inácio da Silva e Francisco da Luz Pinto. L'insegnamento aveva come obiettivo primario quello di formare musici per le cerimonie della Cattedrale, era gratuito e dispensava gli alunni dall'obbligo di prestare servizio militare.

### Apogeo

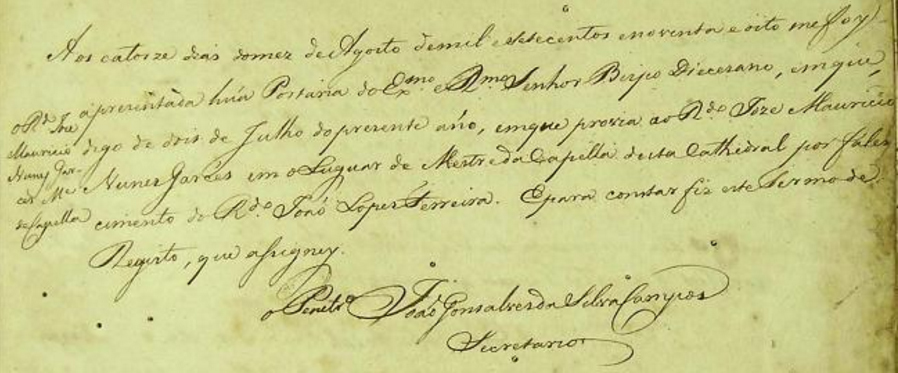
Registro con la nomina di José Maurício Nunes Garcia a maestro di cappella della Cattedrale di Rio.

Nel 1798 ricevette la licenza di predicare e fu nominato maestro di cappella della Cattedrale, succedendo all'anziano canonico Lopes Ferreira nell'incarico più prestigioso a cui poteva ambire un musicista brasiliano del XVIII secolo, e che manterrà fino alla fine dei suoi giorni. All'epoca, fungeva da Cattedrale la chiesa della Madonna del Rosario e di San Benedetto. Come maestro di cappella, José Maurício componeva nuove opere e dirigeva i musici e i cantori nelle cerimonie, e suonava come organista, anche se aveva già composto musica per la cattedrale anche prima di essere designato per l'incarico. Sono 32 le composizioni conosciute per uso liturgico composte prima della data della sua nomina e comprendono varie antifone, salmi e graduali, i vespri dei Dolori, di Nostra Signora e degli Apostoli, un magnificat, due miserere e altri brani per la Settimana Santa. Nel 1799 entrò nella confraternita che risiedeva in questa chiesa.
Nei primi anni come maestro di cappella riceveva un compenso di 125 000 real. Il prestigio inerente alla funzione fece sì che ricevesse numerose commesse dalle confraternite, e lo abilitava ai concorsi pubblici per la musica commissionata dal Senado da Câmara per le celebrazioni che erano a carico delle autorità civili, come le feste del patrono San Sebastiano, del Corpus Domini, di San Francesco Borgia e della Visitazione della Beata Vergine Maria, nonché per i matrimoni, battesimi e funerali della famiglia reale e le prese di possesso dei viceré. Queste commesse, tuttavia avevano frequenza irregolare, e con il suo salario il compositore doveva pagare i musici pera l'esecuzione di quanto aveva composto. Poco dopo fu assunto dal Senado in pianta stabile, con il salario di 102 400 real, escluse le spese per l'ingaggio dei musici. Per il Senado compose opere sacre, come il Mattutino di Natale e il suo primo Requiem. In seguito, sorsero vari attriti con il Senado per questioni finanziarie, e il contratto fu rescisso nel 1811.

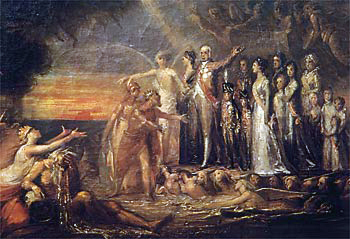
Allegoria dell'arrivo di dom João in Brasile, dove si enfatizza simbolicamente il suo ruolo di civilizzatore.

Fra il 1802 e il 1804 perfezionò la sua formazione, ricevendo lezioni di retorica con Manuel Inácio da Silva Alvarenga, uno dei fondatori della Società Letteraria, che diffuse gli ideali dell'Illuminismo e legata all'Inconfidência Mineira. Il contatto di Nunes Garcia con i membri di questa Società può essere stato importante per il suo perfezionamento intellettuale, ma è discutibile che abbia partecipato alle sue riunioni. La Società fu dissolta nel 1794 perché minacciava gli interessi della Corona; i suoi membri furono incarcerati e saranno liberati solo nel 1797. Dei frutti del suo studio con Alvarenga sono testimonianze dell'epoca sulle sue eccellenti doti come oratore e predicatore, e la notizia che aveva composto cinque omelie in prosa, che sono andate perse.
A partire dal 1808 l'arrivo della Corte portoghese influì direttamente nella vita del compositore. A causa del restauro che interessava la prima Cattedrale, provvisoriamente fu adibita a cattedrale la chiesa di Nostra Signora del Monte Carmelo. Secondo una tradizione, fu qui che il principe reggente dom João, appena sbarcato, ascoltò incantato un Te Deum di Nunes Garcia, facendo così conoscenza con il compositore.
La presenza della corte trasformò la vita della città e di tutta la colonia. A Rio si ebbero varie migliorie urbane e furono fondate una serie di istituzioni di carattere nazionale e permisero un rapido progresso su vari fronti: la Biblioteca Nazionale, la Stamperia Regia, il Giardino Botanico, l'Accademia di Belle Arti e il Museo Nazionale e, ciò che era davvero importante per il compositore, la Cappella Reale. Altri ascolti che dom João fece delle sue composizioni lo convinsero a nominare José Maurício ispettore di musica e organista della Cappella Reale, con il sostanzioso onorario di 600 000 real e l'obbligo di comporre nuove opere e dirigere nelle cerimonie. L'attività della Cappella Reale trovò sede inizialmente nella chiesa di Nostra Signora del Monte Carmelo, che per ordine regio accumulò anche in via definitiva la funzione di Cattedrale. Con la corte vennero in Brasile anche la maggior parte degli ufficiali della Curia patriarcale di Lisbona. Nella riorganizzazione del Capitolo metropolitano di Rio, che doveva incorporare i nuovi arrivati, i canonici portoghesi tentarono di escludere i canonici residenti brasiliani, e di estromettere Nunes Garcia dal posto di maestro di cappella perché era mulatto, circostanza che ai loro occhi era incompatibile con il servizio in una chiesa che fungeva da Cappella Reale e prevedeva la presenza del principe, a cui non si doveva dare "il dispiacere di incontrarvi alcuna persona con difetti fisici visibili", una chiara allusione al colore della pelle del maestro di cappella.

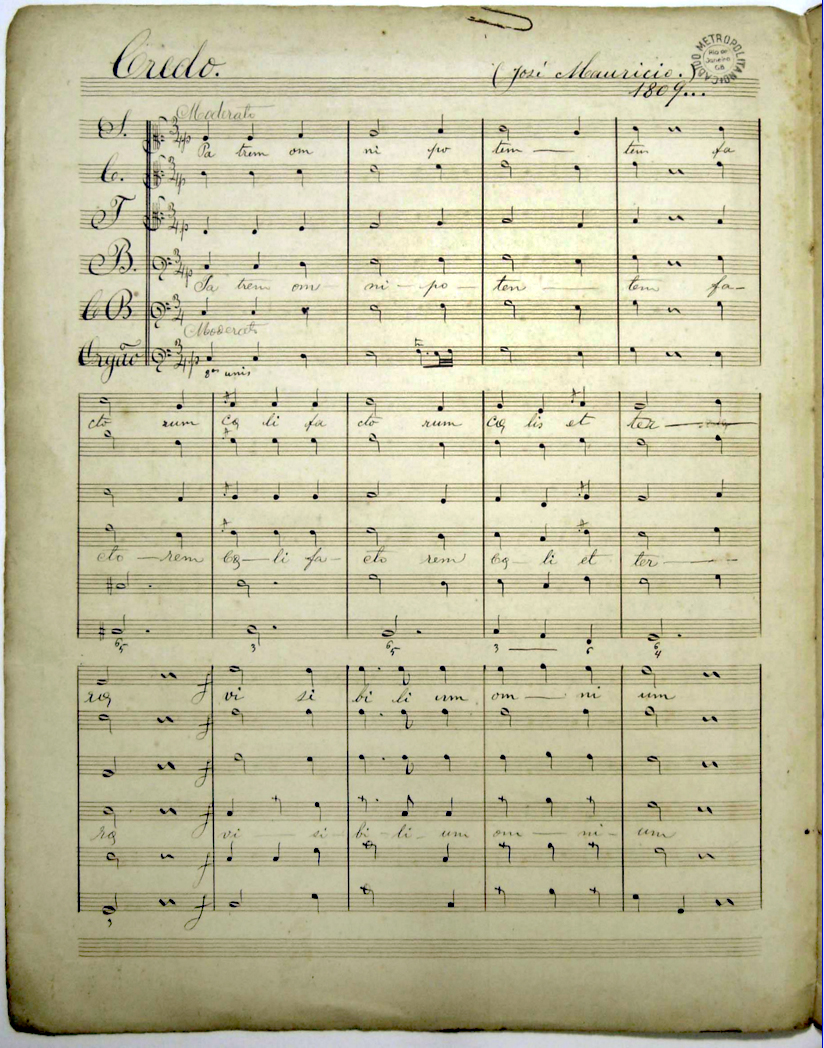
Il Patrem omnipotentem del Credo della Messa di San Pietro d'Alcantara in do maggiore.

La manovra dei canonici portoghesi non riuscì, e Nunes Garcia continuò nel suo incarco. Il principe era un notorio amante della musica, riconobbe il talento del sacerdote mulatto e si occupò di dotare la Cappella Reale di un corpo di musici e cantori reclutati fra i migliori d'Europa, facendone una delle migliori istituzioni musicali dell'America del tempo. Con questa solida base, la Cappella diede a Nunes Garcia la possibilità di approfondire la sua attività e di arricchire la sua esperienza, in quanto oltre a consentire esecuzioni di alta qualità, dom João la dotò di una grande biblioteca di spartiti e trattati musicali, attraverso la quale il maestro di cappella, nominato anche archivista, conobbe opere importanti dei principali compositori europei, come Mozart e Haydn, e perfezionò la sua tecnica di strumentazione e la sua scrittura delle parti vocali. Inoltre, le sue doti di oratore gli valsero la nomina al posto di Predicatore Regio della Cappella. A queste attività si assommò la direzione della musica nella Real Fazenda de Santa Cruz, nella zona rurale di Rio, un'antica scuola dove i gesuiti avevano fondato un coro di eccezionale qualità, composto solo da schiavi. Per la Fazenda scrisse diverse composizioni. Le sue svariate funzioni ufficiali esigevano un impegno titanico, che pregiudicò la sua salute.
Il periodo fra il 1808 e il 1811 fu il più produttivo, nel quale compose una settantina di opere per varie funzioni sacre e solennità, fra cui spiccano le due messe di San Pietro d'Alcantara (1808 e 1809) e il Te Deum per il Mattutino di San Pietro (1809), uno Stabat Mater composto su un tema cantato da dom João (1809), il mottetto Judas mercator pessimus (1809), il mottetto Ecce Sacerdos a 8 voci (1810) e il Magnificat dei Vespri di San Giuseppe (1810), la Messa pastorale per la Notte di Natale, la Messa in mi bemolle e un Te Deum in do maggiore, tutti del 1811. Secondo Ricardo Bernardes, l'opera principale di questa fase è la Messa di Nostra Signora della Concezione (1810), una delle più complesse della sua carriera e un attestato della sua piena maturità di compositore. Di questo periodo sono anche le sue composizioni drammatiche, come il dramma eroico Ulissea Libertada (1809), allusivo alla vittoria portoghese nella prima invasione del regno, e O Triunfo da América ("Il trionfo dell'America"), rappresentato nell'anniversario di dom João del 1810, che coincise con il matrimonio di sua figlia, l'infanta Maria Teresa.

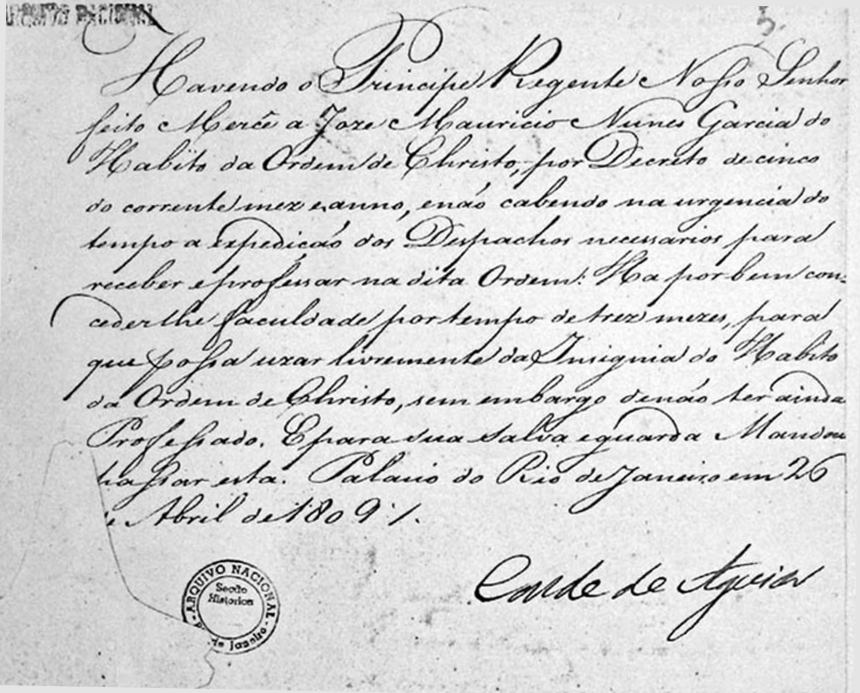
Registro della nomina di José Maurício Nunes Garcia a cavaliere dell'Ordine del Cristo, controfirmato dal conte di Aguiar.

Nel 1809, in un impeto di entusiasmo dopo aver ascoltato Nunes Garcia cantare e accompagnare al clavicembalo brani di Mozart e Cimarosa, dom João gli conferì il cavalierato dell'Ordine del Cristo, in segno della sua grande stima. In via eccezionale fu dispensato da certi requisiti per l'ammissione nell'Ordine, che prevedevano il possesso di "sangue puro", e poté ostentare l'insegna ancor prima che la concessione fosse regolarmente formalizzata. La nomina gli garantiva anche una pensione mensile di 32 000 real, il che sosteneva le sue finanze, sempre precarie per via del pagamento irregolare del suo salario, che e volte soffriva grandi ritardi e lo obbligava a ricorrere a prestiti. La cerimonia di investitura si svolse il 17 marzo 1810: ebbe come padrini il frate José Marcelino Gonçalves e Francisco José Rufino de Sousa Lobato, barone di Vila Nova da Rainha. Nonostante il favore del principe, il maestro di cappella non sfuggì dal pregiudizio dei cortigiani, del nuovo Capitolo e della stessa Cappella Reale, che gli rimproveravano di essere mulatto e di non aver frequentato i conservatori di Lisbona.
Ma questo periodo di grande fioritura artistica durò poco. Nel 1811 arrivò a corte Marcos António Portugal, il compositore portoghese più celebre del suo tempo, le cui opere erano state rappresentate in vari paesi d'Europa. La fama del nuovo arrivato, che dom João aveva già conosciuto a Lisbona, spinse il principe a preferirlo nella commissione di nuove opere e nella direzione delle rappresentazioni. Fonti dell'epoca riferiscono della grande animosità con cui Portugal affrontava il rivale brasiliano, e delle svariate maniere che trovò per allontanarlo definitivamente dalla scena musicale carioca. Secondo Vasco Mariz, Nunes Garcia non arrivò a essere destituito dal suo incarico, e il principe, a fronte degli intrighi di Portugal, tentò di arginarne l'impatto, confermando il salario del sacerdote e commissionandogli sporadicamente alcuni pezzi, ma i suoi compiti di compositore principale cessarono e egli passò a dirigere solo cerimonie di minore importanza, per le quali Portugal non dimostrava interesse, dando inizio al suo tramonto. Nello stesso anno, il suo contratto con il Senado da Câmara terminò, privando Nunes Garcia di un'importante fonte di reddito e aggravando la sua situazione economica già squilibrata; fu anche allontanato dall'incarico di compositore della Confraternita di San Pietro dei Chierici. Alla fine di un anno di estrema tensione, era malato. Nell'anno seguente non produsse quasi nulla, fu allontanato dal posto di organista della Cappella Reale, il suo salario gli fu corrisposto con nuovi ritardi e si ritrovò indebitato.

### Ultimi anni
Nel 1813 sembrava aver recuperato il periodo negativo. La Confraternita della Madonna del Carmelo ne fece il suo compositore ufficiale e gli richiese due salmi, e la dedica che l'autore scrisse è manifestamente allegra e perfino umoristica. Di questo stesso anno sono i Mattutini dell'Assunzione e la Messa Piccola. Queste composizioni, in confronto alle grandiose opere della fase precedente, sono molto più modeste sia nelle esigenze vocali sia in quelle strumentali. Negli anni seguenti ne scriverà altre, fra cui le più notevoli sono i Mattutini di San Pietro Apostolo e la Novena di San Pietro Apostolo, che commemoravano il ritorno a Roma di papa Pio VII a Roma, dopo che era stato imprigionato a Savona da Napoleone, ma pare che non giunsero mai a essere eseguite.
Nel 1816, nelle commemorazioni per l'elevazione del Brasile alla condizione di regno unito a Portogallo e Algarve, diresse un Te Deum nella chiesa dei Terziari di San Francesco da Paola. Nello stesso anno morì la regina Maria I. Dopo aver presenziato alla cerimonia di sepoltura, tornando a casa, assistette alla morte di sua madre, con cui aveva sempre vissuto. Il suo famoso Requiem del 1816 fu composto per onorare la memoria della regina Maria e fu eseguito nella chiesa del Carmine, ma la sua intensità drammatica dimostra che il ricordo della madre era ben presente nel suo animo. Disse il barone di Taunay, suo contemporaneo, che era stato scritto "fra le lacrime". Nello stesso anno arrivò a corte il compositore austriaco Sigismund von Neukomm, che stabilì una forte amicizia con Nunes Garcia. Egli aveva grande interesse per la produzione della scuola viennese di Mozart e Haydn e regalò a Nunes Garcia copie di importanti partiture di questi maestri. In seguito a questa collaborazione, José Maurício diresse la prima brasiliana del Requiem di Mozart. Fu programmata una rappresentazione dell'oratorio La Creazione di Haydn, che probabilmente non si concretizzò, ma La Creazione compose due salmi ispirati a quest'opera, che lasciò tracce della sua influenza anche in altre composizioni successive. Nel 1817 era nuovamente indebitato e aveva perduto la sua casa, ove manteneva anche la sua scuola di musica, ma dopo aver supplicato l'aiuto dell'allora re dom João VI ottenne una pensione, che gli consentì di alloggiare in una nuova casa in Rua de São Jorge. L'infermità di Marcos Portugal dell'anno successivo gli offrì l'opportunità di lavorare a commesse importanti, fra cui una novena e una messa per la festa della Madonna del Carmine, la cui esecuzione coinvolse i musici della Cappella Reale, la Messa della Decollazione di San Giovanni Battista per la cappella del Palácio da Quinta da Boa Vista e tre mottetti per la Fazenda de Santa Cruz, dove il re si era ritirato dopo la sua tardiva acclamazione, accompagnato dal compositore.

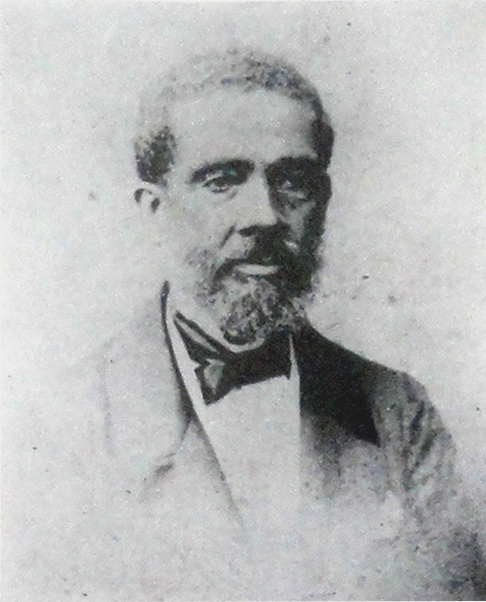
Il dottor José Maurício Nunes Garcia Junior.

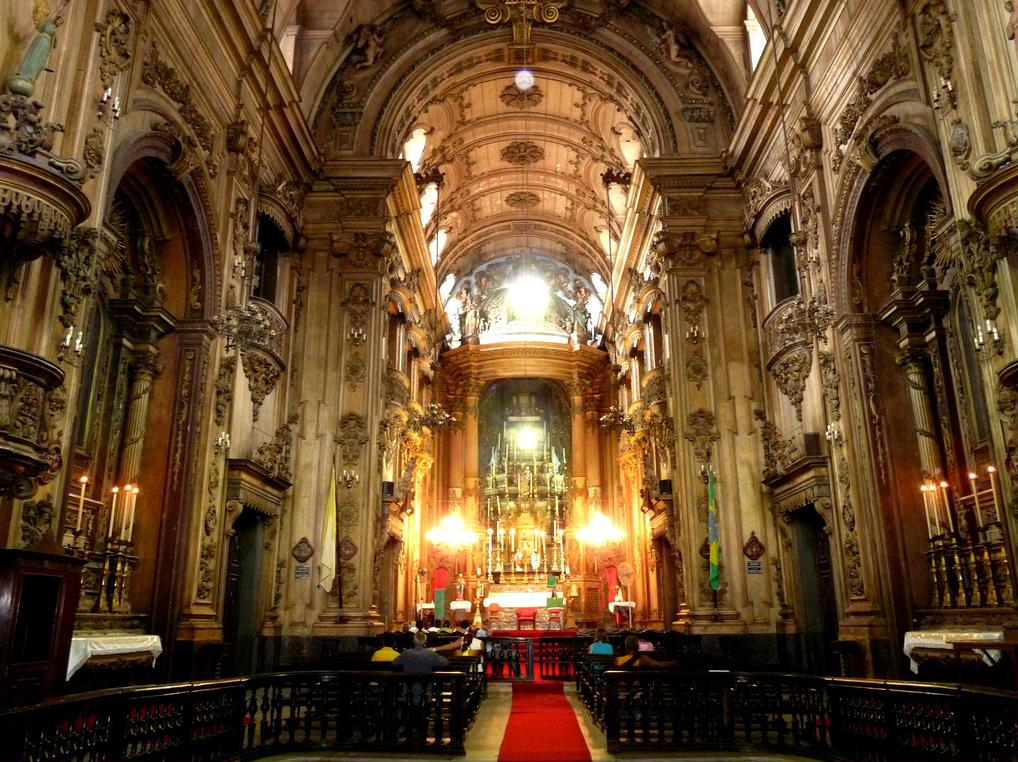
Interno della chiesa del Santissimo Sacramento, ove, in un luogo ignoto dovrebbero riposare le spoglie di José Maurício Nunes Garcia.

L'impoverimento della vita culturale di Rio dopo il ritorno di dom João in Portogallo nel 1821 e la crisi finanziaria, politica e istituzionale della nazione dopo l'indipendenza del Brasile del 1822 concorsero a una sensibile riduzione dell'attività di Nunes Garcia, aggravata da una salute che da anni non era stata molto buona e ora si faceva più fragile. Il nuovo monarca, l'imperatore Pietro I, benché fosse stato suo alunno e gli dimostrasse simpatia, adducendo a motivo la necessità economica cancellò la sua pensione, e le sue finanze subirono un collasso. Fece un appello diretto all'imperatore, ma non ottenne risposta. Nel 1822 chiuse la sua scuola di musica e in seguito la sua produzione si fece rara, ma nel 1826 compose la Messa di Santa Cecilia, la sua ultima opera e una delle migliori. La diresse il 22 novembre dello stesso anno e fu la sua ultima apparizione alla guida di un'orchestra. Nello stesso anno moriva in Portogallo il re dom João.
Nel 1828 si iniziò un processo per il riconoscimento di un figlio naturale. Nonostante il celibato ecclesiastico, all'inizio del XIX secolo Nunes Garcia manteneva una relazione stabile con Severiana Rosa de Castro, nata nel 1789, mulatta affrancata, figlia del portoghese João de Castro Moreira e della schiava Andreza Maria da Piedade, da cui ebbe cinque figli: Apolinário José (1807), José Apolinário (1808); Josefina (1810), Panfília (1811) e Antônio José (1813, anno in cui la coppia si separò). José Apolinário fu l'unico riconosciuto dal padre, e in quest'occasione assunse il nome di José Maurício Nunes Garcia Junior. Aver generato prole era un fatto imbarazzante per un sacerdote che copriva un'alta posizione sociale, e ciò contribuì probabilmente all'ostracismo di cui fu fatto segno a partire dall'arrivo di Marcos Portugal. Nello stesso anno 1828 José Maurício rinunciò all'abito dell'Ordine del Cristo a favore di Junior. Gli altri figli non furono riconosciuti perché, di fronte all'ufficiale dell'anagrafe che doveva registrare la sua nuova identità, Junior giurò che, salvo il padre, non aveva parenti fino al quarto grado. Ci sono indizi di un conflitto tra fratelli, ma Cleofe de Mattos mise in dubbio che il padre avesse effettivamente firmato un documento con questi termini. Trent'anni dopo questo figlio, divenuto già un medico rispettato, rilasciò una dichiarazione di difficile interpretazione, ove sembra dire che il riconoscimento non fu autenticato per la mancanza della firma del padre. Egli scrisse anche sugli ultimi anni del padre, raccontando della sua frustrazione, di un invecchiamento precoce e delle malattie croniche che ne pregiudicarono la produzione e la pace di spirito.
Dopo aver lavorato alla revisione della Messa di Santa Cecilia e di essersi occupato della scrittura di alcune opere teoriche e pedagogiche, José Maurício Nunes Garcia morì il 18 aprile 1830, quasi in totale miseria, dopo aver abitato negli ultimi anni in una piccola casetta. La Confraternita di Santa Cecilia si assunse i costi per i funerali, celebrati con solennità. Fu sepolto nel chiostro della chiesa di San Pietro, secondo la sua volontà, al suono della Sinfonia Funebre che aveva composto, eseguita dai suoi amici. La sua morte passò quasi inosservata, solo il Diário Fluminense pubblicò un breve necrologio. I suoi resti mortali furono poi traslati alla chiesa del Sacramento, ma non fu collocata nessuna lapide e la sua localizzazione fu dimenticata. È rimasta all'Instituto Histórico e Geográfico Brasileiro una maschera mortuaria rilevata da Araújo Porto-Alegre, che preserva le sue reali fattezze.

## Attività musicale

### Considerazioni generali
Rio de Janeiro, alla vigilia del arrivo della Corte portoghese, a livello culturale non si distingueva dagli altri grandi centri brasiliani (Salvador, Recife, Minas Gerais e San Paolo). La presenza della Corte cambiò questa situazione in modo radicale e improvviso, e fece di Rio il centro di irradiamento del Neoclassicismo, già promosso nella metropoli lusitana, con il conseguente abbandono della tradizione barocca e rococò, che fino ad allora aveva esercitato una grande influenza in tutta la colonia brasiliana. Lo stile precedente non fu eradicato immediatamente, ma, da quel momento, il patrocinio ufficiale alla corrente neoclassica, segnata dall'attività della missione artistica francese  e di altri artisti, provocò un rapido declino del vecchio stile. L'attività artistica di José Maurício Nunes Garcia si iscrive a pieno titolo in questa transizione.

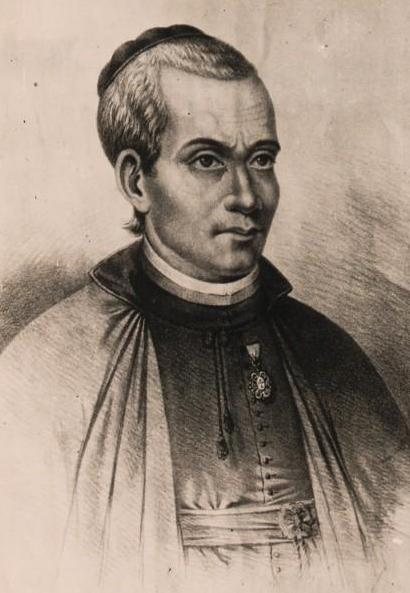
Ritratto di José Maurício Nunes Garcia, opera di autore anonimo.

Ebbe una formazione musicale solida, e dopo aver avuto accesso alla biblioteca musicale della Casa de Braganza, trasferita dall'Europa, ampliò notevolmente la sua conoscenza della musica internazionale. Porto-Alegre riferisce che era capace di analizzare tecnicamente qualsiasi composizione "come un retore analizza un'orazione", e di scoprire qualsiasi passaggio che fosse una citazione o una parafrasi di altri autori: "Dotato di una prodigiosa memoria, possedeva la più vasta erudizione musicale possibile; niente gli sfuggiva: imitazione o plagio, egli indicava, e presto l'opera e il luogo preciso". Allo stesso tempo, secondo una prassi comune della sua epoca, è frequente nel suo lavoro lo sfruttamento di materiale antico in opere nuove, così come l'uso di motivi di altri compositori.
Compose circa 240 opere oggi note, in grandissima maggioranza di genere sacro. Molte altre si sono perdute, e si stima che il totale delle sue composizioni possa essere fra le 400 e le 600 opere. Analizzata come insieme, la sua produzione mostra una grande varietà di tecniche e forme, che attestano tanto la sua abilità di interpretare la tradizione con originalità, frequentemente in maniera molto distante dall'attesa ortodossia, quanto la sua capacità di assimilare innovazioni; la sua situazione stilistica di transizione, utilizzando arcaismi a fianco di soluzioni progressiste, in un ibridismo che non era scevro di tensioni, diede vita a una sintesi inedita per il Brasile. Dice il musicologo e compositore Harry Crowl che Nunes Garcia fu l'autore più importante delle Americhe nel periodo coloniale, "non solo in funzione della quantità e qualità della sua opera, ma anche del suo stile abbastanza personale, nella quale fuse lo stile manierista della polifonia portoghese del XVII secolo con l'omofonia classica, e che caratterizza le sue opere fino al 1809. Successivamente, egli incorporò nelle sue composizioni lo stile operistico introdotto in Brasile dopo l'arrivo della famiglia reale nel 1808, creando di conseguenza uno stile abbastanza eclettico, differente da tutto ciò che c'era in quel periodo in Brasile". Tuttavia, alcuni brani della sua fase cortigiana rivelano segnali di un'attività affrettata e hanno una qualità relativamente bassa, poiché l'autore riceveva sempre pressioni affinché producesse opere nuove e di grande respiro a un ritmo accelerato.
Prima del periodo cortigiano le sue composizioni risentono della scarsezza delle risorse umane e tecniche dell'ambiente, e diversi brani fanno i conti con l'indisponibilità di strumentisti, forzando l'adozione di soluzioni fuori dall'ortodossia come accompagnamenti ridotti all'organo o ai legni. In seguito, disponendo delle risorse della Cattedrale e principalmente della Cappella Reale, la sua strumentazione si arricchisce considerevolmente, facendo uso di tutta la pletora dell'orchestra classica, e la sua scrittura si raffina. L'uso dai cordofoni è onnipresente nelle opere con orchestra, sebbene vi siano variazioni nell'organico. Legni e ottoni sono pure presenze assidue. Nel primo gruppo predominano i flauti, i clarinetti e i fagotti: alcune opere hanno passaggi solistici per i primi due strumenti. Nel secondo gruppo, è frequente il ricorso a corni e chiarine; oboi e tromboni si trovano solo nella Messa di Santa Cecilia.

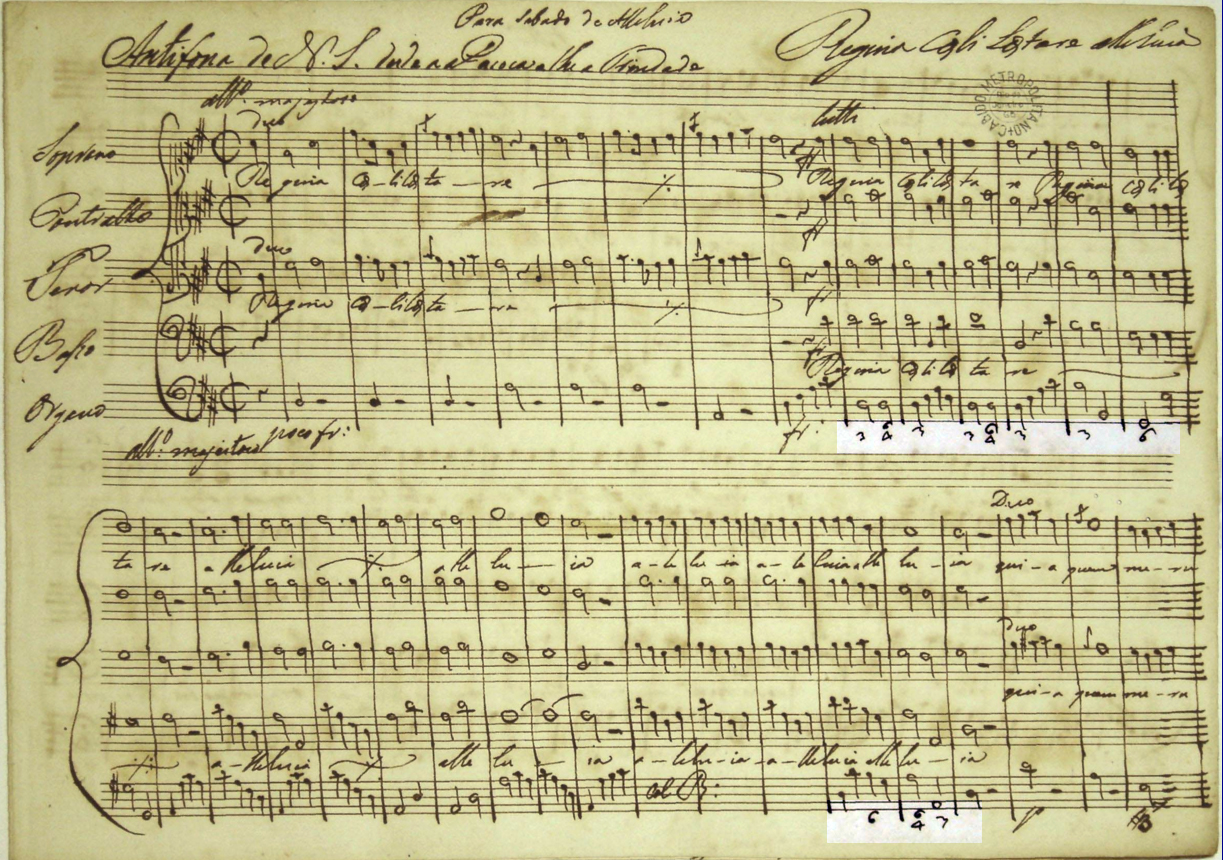
L'incipit dell'Antifona mariana per il Tempo Pasquale in re maggiore. Sotto la parte dell'organo sono segnate le cifre per il basso continuo.

Fino a un certo punto della sua produzione fece un uso sistematico del basso continuo, tipico del barocco, in cui le voci intermedie sono scritte mediante cifre che indicano solo l'armonia che deve essere rispettata, lasciando molta libertà all'interprete di improvvisare le linee melodiche, ma in seguito l'abbandonò e s'impadronì della scrittura classicista che prevedeva l'obbligato, per cui le parti sono scritte tutte per esteso. D'altra parte, il contrappunto e la fuga sono poco frequenti nella sua opera, secondo l'avanguardia musicale dell'epoca, e nella stessa direzione puntano i suoi esempi di forma-sonata, la struttura classica per eccellenza. Le fughe in generale appaiono nelle sezioni Christe e Cum Sancto Spiritu delle messe.
Dimostrò di possedere una solida conoscenza dei principii della retorica musicale, sistema sviluppato nel periodo barocco a partire dall'oratoria classica e della teoria degli affetti, per cui si associavano determinate tonalità a certi sentimenti specifici, enfatizzando la "pittura di parole", una tecnica di illustrazione dei testi mediante figure e fraseggi convenzionali, che intendevano dare maggior espressività e veracità al discorso musicale. Questo dominio era indispensabile per un compositore di musica vocale, che dipende fondamentalmente da un testo letterario. Eliel Almeida Soares riferisce che "le strutture di determinate musiche, vigenti nel barocco e all'inizio del classicismo si basavano su una relazione fra i processi contestualizzati originari di un corpo idealizzato in costrutti letterari, permeati sotto l'egida del linguaggio e delle sue risorse, come le figure e gli elementi retorici, dando così fondamento alla disposizione del discorso musicale. Come per l'oratore, l'obiettivo del compositore era di muovere le passioni dell'ascoltatore. Consapevole dell'efficacia di questo scopo, José Maurício Nunes Garcia impiega questi artifici nelle sue composizioni". Analizzando il suo mottetto Domine Jesu, il ricercatore esemplifica le tecniche utilizzate:
"Il discorso si inizia in maniera dolce e riflessiva con l'espressione, Domine Jesu (Signore Gesù), in do minore. Mattheson,  nel suo trattato per orchestra Das Neueröffnete Orchestre (1713), afferma che questa tonalità è estremamente dolce e, allo stesso tempo, triste; nel caso abbia molta dolcezza, diventa fastidiosa, ma se ben proporzionata, conduce a sentimenti di riflessione. José Maurício Nunes Garcia, come abile compositore, utilizza risorse retoriche per dare fondamento alla prima parte della musica, inserendo l'aposiopesi nelle quattro voci fra il secondo tempo delle misure 2 e 4, sottomettendo le stesse a un silenzio totale, oltre a dare enfasi alla parola Domine, che è ripetuta in struttura cordale. Successivamente, nelle misure 5 e 7, si nota la sineresi nelle voci di contralto, tenore e basso che, intonando due note nella stessa sillaba, enfatizzano sia il cambiamento di dinamica da piano a pianissimo della linea fraseologica, sia le funzioni armoniche della tonica e della dominante, culminando nella cadenza autentica imperfetta. Dopo il disfarsi dell'exordium, alla misura 8, la narrazione dei fatti iniziali è resa per mezzo del dialogo stabilito dalle voci di soprano e contralto, ripetendo l'espressione te desidero ad altezze differenti, dando origine a un poliptoto. Allo stesso modo si nota che questa figura di ripetizione melodica è utilizzata per mettere in risalto la sequenza delle quinte, alle funzioni armoniche della tonica, sottodominante, dominante relativa (parallela), tonica relativa (parallela), sottodominante relativa (parallela) e dominante, come le dinamiche crescendo, sforzando e piano. [...] Il discorso si richiude facendo risaltare nuovamente le ultime parole del testo, et salvus ero ("e sarò salvato"). Si può verificare che Nunes Garcia adopera la dinamica pianissimo in consonanza alla sineresi, per dare enfasi al sentimento di fede, con conclusione in una cadenza autentica imperfetta".
- Motteto Domine Jesu (versione midi) ascoltaⓘ

Il grosso della sua produzione è composto da opere vocali per coro misto a quattro voci con accompagnamento ridotto all'organo o al basso continuo. Delle 241 opere catalogate dalla musicologa Cleofe Person de Mattos, sua biografa e autrice del principale catalogo delle sue opere, 73 appartengono a questa categoria. Per Cláudio Antonio Esteves, "questi brani rivelano un dominio dello strumento vocale e una creatività armonica inusitati, potendo essere utilizzati come oggetto di studio per approfondire la conoscenza dell'impostazione armonica e della struttura formale di questo compositore".Molte altre fanno uso di questo coro padrone con un ricco accompagnamento orchestrale, e sono rare le composizioni vocali con cori di più o meno parti. La scrittura nei brani vocali è quasi sempre omofonica e l'unisono tra le voci è comune. La tradizione barocca del contrappunto si rivela anche nelle 14 composizioni per coro a cappella (in senso stretto), che sebbene formino un gruppo piccolo, meritano attenzione per la rarità di questa formazione all'epoca. 21 altri brani hanno nel titolo l'indicazione "a cappella", ma secondo la pratica del tempo usualmente erano eseguite con accompagnamento strumentale per lo meno dell'organo, raddoppiando letteralmente le parti vocali.

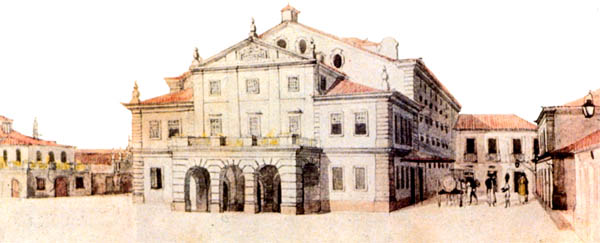
Il Real Teatro de São João, ove José Maurício Nunes Garcia rappresentò le sue opere drammatiche. Acquarello di Jean-Baptiste Debret.

Lo stile vocale profusamente ornato derivato dall'opera italiana, conosciuto come bel canto, che fu apprezzato a corte, contrapposto al suo disinteresse per la musica profana, furono ostacoli per il sacerdote timido e ingenuo, che sviluppava uno stile diretto e melodie semplici e sincere che avevano radice nella tradizione antica, e furono ragioni importanti per cui la sua musica passò di moda rapidamente. Nell'idea di Wilson Martins, la presenza di Marcos Portugal "corrisponde all'impulso modernizzatore, europeizzante, cosmopolita e, perciò, straniero, che la Missione francese aveva introdotto nelle arti plastiche". Cristina Magaldi pensa nella stessa direzione, dicendo che l'incentivo ufficiale all'opera italiana, tipificata principalmente da Rossini e interpretata da virtuosi, fra i quali primeggiavano i castrati, deve ricordare la ricercata cultura della corte di fronte alla popolazione, ribadendo la sua autorità, la sua modernità e il suo cosmopolitismo: era un modo di fare sentire a casa propria l'élite portoghese, già abituata a questa situazione a Lisbona, pur vivendo in esilio. Non stupisce, così, il folgorante successo che questa musica riscosse a Rio de Janeiro. Nello stesso modo funzionava il patrocinio alla musica di origine austro-tedesca, anche questa già prediletta nella metropoli.
Elementi del classicismo austro-tedesco erano già stati sistematicamente adottati in Brasile dalla fine del XVIII secolo, in modo da essere già stati bene assimilati da molti compositori locali, segnatamente da quelli di Minas Gerais, fra cui era José Maurício Nunes Garcia, che fu educato da un rappresentante della scuola di Minas Gerais. Nel frattempo, i suoi tentativi di adattamento ai principii del bel canto, che erano più propri delle opere profane che di quelle di musica sacra, non sempre ebbero molto successo, sebbene un'influenza italianizzante possa essere rintracciata fra i brasiliana alla stessa fine del XVIII secolo, attraverso la circolazione di composizioni di autori come David Perez e Niccolò Jommelli. Bisogna notare che, prima dell'arrivo della Corte portoghese, esisteva in Brasile una musica profana erudita molto scarsa, erano rarissimi i concerti pubblici, le case d'opera che esistevano erano modeste, e la stragrande maggioranza dei compositori era a servizio della Chiesa e produceva, essenzialmente per il culto, una musica che in generale aveva un'indole conservatrice, e fu in questa tradizione che nacque Nunes Garcia. Per Vasco Mariz, i suoi tentativi di adattarsi alla nuova scuola italiana furono una violenza che fece a sé stesso e alla sua musica in cerca dell'approvazione del monarca che ammirava, e le composizioni che scrisse dopo l'arrivo di Marcos Portugal non possederanno più il fervore religioso spontaneo e toccante che mostrano le sue opere precedenti.

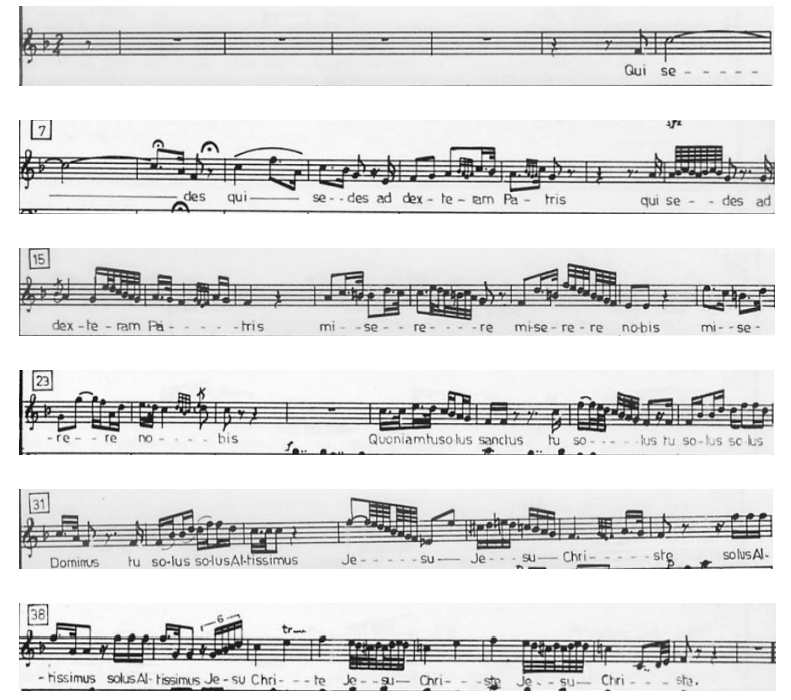
Parte di soprano nella sezione Qui sedes della Messa Pastorale, che mostra la sua ricca ornamentazione nello stile del bel canto. La parte fu dedicata al castrato Giuseppe Capranica.

D'altra parte Cleofe Person de Mattos, in accordo con André Cardoso e Adriana Xavier de Almeida, spiega che il contatto con l'opera italiana portò Nunes Garcia a sviluppare nuove risorse tecniche e una nuova concezione del trattamento della voce, e in diverse occasioni, come nelle arie e nei duetti dei Mattutini di San Pietro Apostolo, della Messa di Nostra Signora della Concezione e della Messa Pastorale per la Notte di Natale, queste risorse furono impiegate in modo efficiente, aumentando il vigore e il colore della musica. Mattos, però, ammette anche che le novità non furono sempre ben amalgamate con il suo stile precedente. La Messa Pastorale si è conservata in due versioni, una del 1809, e l'altra del 1811: la seconda mostra correzioni nella partitura per adeguarla alla domanda della moda, ed è un buon caso di studio per vagliare il suo successo con il nuovo stile. Altre partiture portano indicazioni per l'interpretazione di virtuosi come Giuseppe Capranica e Antonio Cicconi, entrambi castrati, il che lascia pensare che i passaggi loro destinati siano stati scritti tenendo espressamente in considerazione le loro capacità vocali. Questo tipo di adattamento alle esigenze della moda e dei virtuosi, di fatto, dall'inizio della tradizione operistica fu una pratica corrente in Europa, adottata da tutti i compositori che volevano avere successo, compresi nomi altisonanti come Händel e Mozart. La storia della musica fra i secoli XVIII e XIX è ricca di esempi di cantanti così celebri da divenire idoli del pubblico, che guadagnavano somme favolose ed esercitavano una vera e propria tirannia nei confronti dei compositori, definendo molte delle direzioni di sviluppo della musica, contribuendo grandemente all'origine di tutta una nuova estetica e a una rivoluzione nelle tecniche di cantare e comporre. Le tradizioni di canto nel Brasile di quel tempo sono ancora poco conosciute, ma al caso di Nunes Garcia vanno a sommarsi altri indizi che il modello europeo ancora una volta si ripeteva nella colonia.
Un lato meno conosciuto di Nunes Garcia è quello profano e popolare, che si rifletté principalmente nelle sue modinhas, un genere che mescolava elementi eruditi e popolari e che all'inizio del XIX secolo crebbe rapidamente nell'apprezzamento di tutti gli strati sociali. Secondo alcuni studiosi come Cleofe de Mattos, questa musica lasciò tracce nella sua opera sacra, fornendo i primi segnali del nazionalismo musicale. La sua casa in Rua das Marrecas si trovava in un noto punto d'incontro della bohème carioca, i cui abitanti si riunivano nei vicoli per cantare serenate notturne: un ambiente ricco di espressioni di musica popolare. La ricercatrice scrive:
"Che José Maurício avesse abitudini seresteiras, è attestato dai biografi suoi contemporanei. Tendenza che traspare in molti tratti della sua opera sacra, con maggiore purezza, forse, di quella dei brani in cui egli 'bacia la mano' di qualcuno [il riferimento è alla sua famosa modinha Beijo a mão que me condena]. Si sa che José Maurício insegnava musica con l'ausilio di una viola de arame. E che cantava, accompagnandosi con questo strumento, xácaras e modinhas".

### Opere principali
A causa della scarsità di studi esaustivi sulla sua produzione, c'è poco consenso su quali siano le sue opere principali. Tuttavia, Cleofe de Mattos, Ricardo Bernardes e Carlos Alberto Figueiredo, fra i più importanti studiosi di Nunes Garcia, citano fra le maggiori le messe della Concezione, di Nostra Signora del Carmine, di Santa Cecilia e la Pastorale, insieme con il Requiem e l'Ufficio dei Defunti del 1816, nonché il Mattutino dei Defunti. D'altra parte, c'è poca utilità pratica nell'analisi della produzione secondo il criterio della forma (messa, antifona, mottetto, eccetera), poiché all'interno di ciascun gruppo si osserva una grande diversità di soluzioni. 

#### Uffici

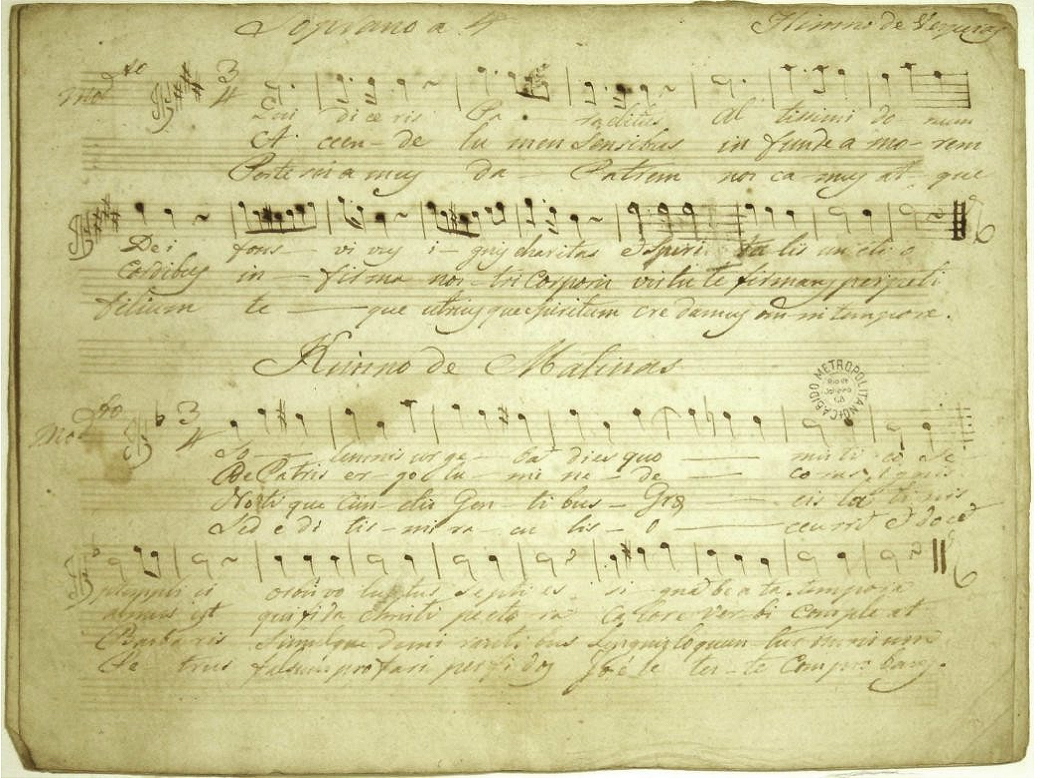
Partitura autografa con un passaggio della parte di soprano dell'inno dei Vespri Accende lumen sensibus.

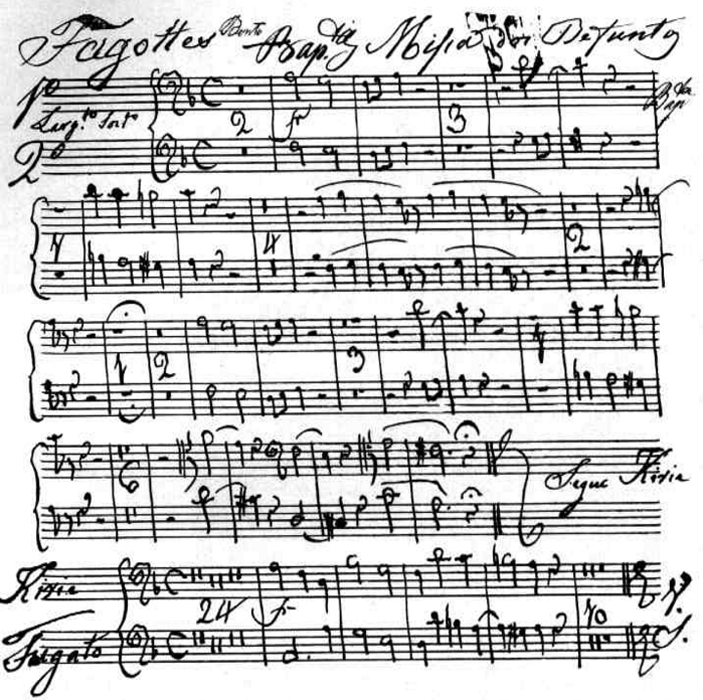
Fac-simile del passaggio delle parti di fagotto del Requiem CPM 185.

I graduali si distinguono per il loro elevato numero, con 27 composizioni catalogate separatamente, e diversi altri inclusi in altri uffici della Settimana Santa o nei Requiem. Sono in generale composizioni brevi per coro a quattro voci e strumentazione ridotta a cordofoni, flauti e corni. Anche gli inni, le novene, i salmi, i mottetti e forme affini sono numerosi, composti per gli uffici di Mattutino, Lodi o Vespri, in generale per coro e organo. In diversi è usato il canto piano accompagnato dal basso cifrato. Il livello di elaborazione varia notevolmente, dal Mattutino di Natale del 1799, con una trattazione molto abbreviata, fino al Mattutino dell'Assunzione del 1813, con sezioni insolitamente lunghe. Il Mattutino di San Pietro Apostolo del 1815 si distingue per l'uso occasionale di cori composti solo da un quartetto di tenori o di bassi.
Cleofe de Mattos afferma che Nunes Garcia si mostrò specialmente sensibile alla liturgia funebre, esprimendo una grande ricchezza di stati d'animo, "dall'umiltà abietta del peccatore fino al sentimento di giubilo alla presenza del Creatore". In questo gruppo è notevole il Mattutino dei Defunti in fa maggiore, che comprende nove responsori, scritti per doppio coro a otto voci e due organi, che eccellono per il loro fervore religioso e per l'espressività sentimentale: illustrano tutto un ciclo umano che è simile in essenza alla Passione di Cristo, ove sono rappresentati uno dopo l'altro i momenti di angustia, il timore del giudizio, le invocazioni di soccorso, ma infine riaffermano la fede nella risurrezione e nel trionfo sulla morte; secondo Mattos sono quindi "un cantico alla vita concepita come eterna".
Di elevata qualità sono pure i Requiem e gli altri Uffici dei Defunti, che presentano una grande varietà di trattazione del medesimo tema. Il Requiem del 1809, per esempio, è conciso, arcaizzante e usa solo voci e organo,, mentre al contrario la versione del 1816, una delle più famose composizioni di sua mano, è riccamente orchestrata, progressista e con passaggi virtuosistici di grande espressività per voci sole. La sua origine è legata alla morte di Maria I, però è del tutto probabile che il compositore vi abbia infuso sentimenti molto personali, in quanto sua madre morì lo stesso giorno della regina. "Una delle pagine più belle della musica brasiliana in questo genere", come la dipinge Cleofe de Mattos, fu composta per coro misto a quattro voci, un quartetto solista e orchestra. È un'opera di grande respiro che presenta sezioni in stile concertante, come il graduale, la sequenza e il sanctus. Predomina largamente la scrittura omofonica, che limita la polifonia al Kyrie. C'è un parallelismo tonale e tematico fra le coppie di sezioni Introito-Kyrie e Agnus Dei-Offertorio, una pratica che era comune nella tradizione della musica viennese, e il tema del Kyrie ricorda quello del Requiem di Mozart, a cui assomiglia, secondo Robert Chase,  per l'idioma generale e per l'eleganza.
Il Requiem del 1816 è associato a livello funzionale e tematico all'Ufficio dei Defunti, composto nella stessa occasione per un organico vocale e orchestrale simile, e che prevede nove responsori, tutti suddivisi, per un totale di 34 sezioni. Mattos lo definì uno dei suoi capolavori per la "sua bellezza, la severità e un senso drammatico intenso ma controllato", e il critico John Christiansen, dopo aver ascoltato la sua prima europea nel 1992, lo considerò notevole perché enfatizza il lato luminoso e trascendente della morte, "insegnando come incontrare il nostro Creatore con un sentimento di allegria". Il maestro e musicologo Graham Griffiths esaltò la qualità della tessitura e della sonorità generale, mettendo in risalto i begli effetti dei divisi delle viole e la loro combinazione con i clarinetti, che conferiscono all'opera un carattere cameristico molto adeguato per il raccoglimento; le linee melodiche delicate nei passaggi lenti; gli incisivi interventi delle corde gravi; la grande penetrazione psicologica dell'interpretazione musicale del testo, e l'effetto drammatico della combinazione e del contrasto delle masse orchestrali e vocali, fra molti altri pregi.

#### Messe

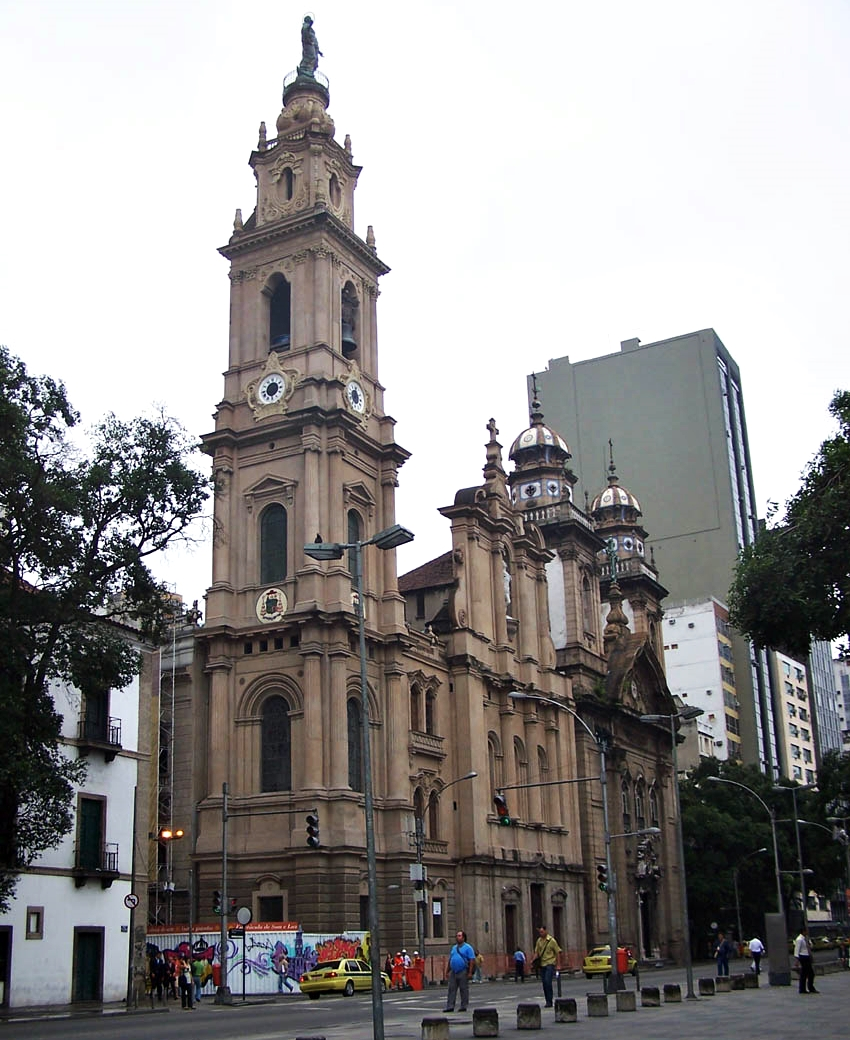
La chiesa di Nostra Signora del Monte Carmelo, sede della Cappella Reale, ove Nunes Garcia fu maestro di cappella e molte delle sue messe furono eseguite.

Le sue messe si strutturano i conformità con le convenzioni dell'epoca, che prevedevano la divisione del materiale musicale fra la Missa (comprendente Kyrie e Gloria) e il Credo (comprendente Credo, Sanctus e Agnus Dei). Queste sezioni sono generalmente suddivise in sezioni separate. Missa e Credo isolati erano comuni. I Kyrie sono invariabilmente nelle tonalità con bemolli, con predominio del mi bemolle maggiore, salvo nella Messa Pastorale, il cui Kyrie fu scritto in do maggiore. I Gloria sono per lo più suddivisi, con l'apertura nelle tonalità di do maggiore, re maggiore o si bemolle maggiore. Le restanti suddivisioni sono molto diversificate dal punto di vista armonico. Il Laudamus te del Gloria è quasi sempre scritto per solo o per duo di soprani. Il Domine Deus in generale è affidato a un trio o a un quartetto di voci. Il Cum Sancto Spiritu usualmente è diviso in due tratti contrastanti, il primo lento e in generale in misura ternaria, e il secondo rapido, in generale in forma di fuga. I Credo presentano generalmente le suddivisioni Patrem, Et incarnatus, Crucifixus ed Et Ressurexit, con vario trattamento tonale, ma sono tutti di spirito austero e forme concise e sovente ricorrono a unisoni. Lo stile concertato, di influenza italiana, è frequente nelle messe del periodo maturo, in cui esplora i contrasti fra gruppi di solisti in passaggi di virtuosismo e la massa del coro e dell'orchestra, avviandosi verso lo stile delle cosiddette messe-cantate. Fra le sue messe, le più importanti sono la Messa di Nostra Signora della Concezione, la Messa Pastorale, la Messa di Nostra Signora del Carmine e la Messa di Santa Cecilia.
La Messa di Nostra Signora della Concezione, elogiata da Bernardes come una delle opere più ricercate, complesse e magniloquenti del compositore, prevede solo il Kyrie e il Gloria. Fu composta nel 1810 e onora la patrona del Regno del Portogallo. Il suo stile rivela l'influenza italiana e l'orchestrazione include cordofoni, flauti, clarinetti, fagotti, corni, trombe e timpano. Le arie sono lunghe e virtuosistiche, strutturate in forma di sonata senza sviluppo. La forma di fuga è impiegata nelle sezioni Christe, in parte del Gratias e nel Cum Sancto Spiritu. Secondo Bernardes, questa messa mostra un atteggiamento nuovo rispetto allo stile severo che il sacerdote abitualmente adoperava per musicare l'Ordinario e possiede caratteristiche che non saranno ripetute in seguito, come "l'utilizzo di un'orchestrazione estremamente raffinata con divisi in tutti i cordofoni, la presenza di un sestetto solista e, principalmente, l'uso di tre grandi processi imitativi chiamati fughe o fugati. Questa evoluzione nel suo linguaggio può essere osservata anche in un aumento significativo nell'estensione e durata di ciascun movimento dell'opera". Il Kyrie è diviso in tre sezioni e il Gloria in otto lunghi movimenti. Tra i passaggi più interessanti, c'è quello per basso solo del Quoniam, di estrema difficoltà; l'insolito e virtuosistico sestetto solista nel Domine Deus e il Cum Sancto Spiritu, che secondo Bernardes è "uno dei momenti più sorprendenti e felici della produzione mauriziana", con la più estesa e assai ben riuscita fuga composta dal maestro. Il Credo in si bemolle che è stato associato a questa messa, come occorre altre volte, è una composizione indipendente. La data della sua scrittura è incerta, ma deve essere collocata attorno al 1813, e ha caratteristiche che lo rendono simile alla Messa, benché sia in generale meno ambizioso e più succinto.

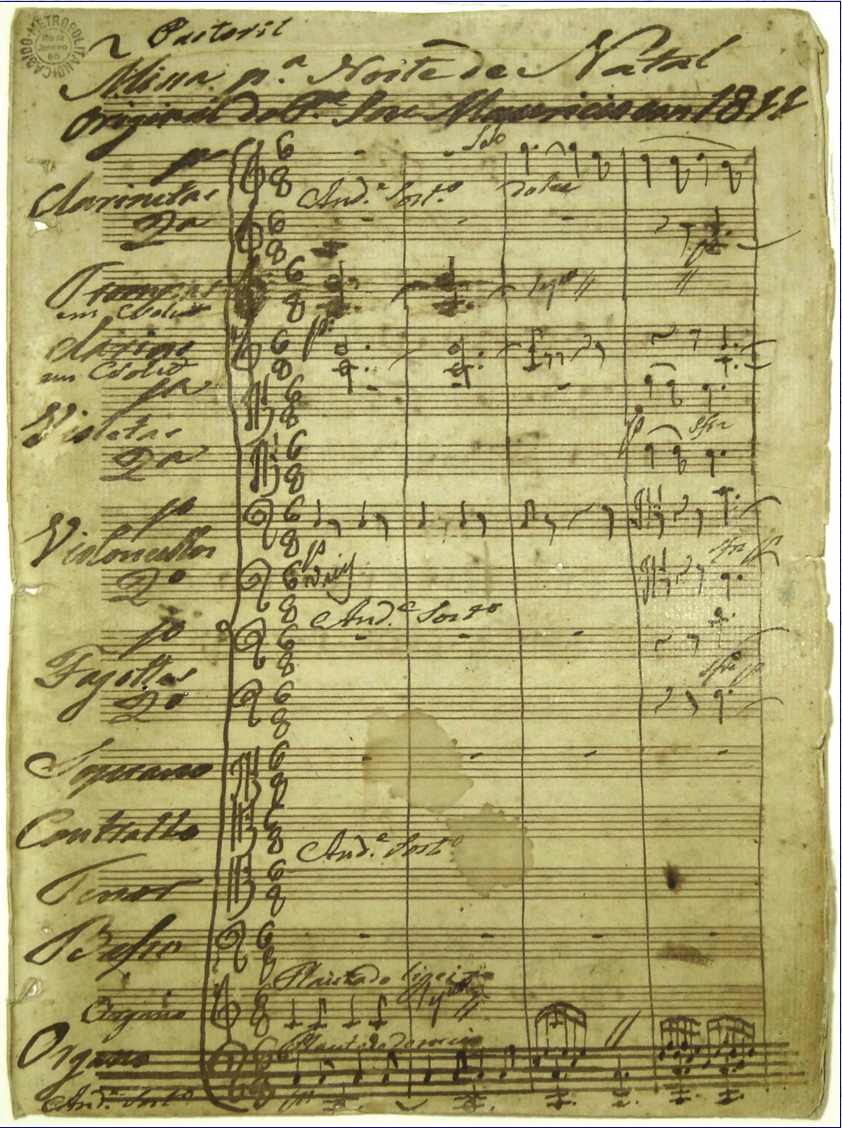
Apertura della Messa Pastorale per la Notte di Natale.

La Messa Pastorale per la Notte di Natale datata al 1811, è insolita per l'assenza dei violini nella sua strumentazione, per la sua struttura ciclica, che utilizza lo stesso materiale tematico in diverse sezioni, per il soprano solo nello stile concertante accompagnato da tre bassi nella sezione Qui sedes, e per i suoi espressivi assoli di clarinetto, ma è più austera e le sue arie sono corte e di limitato virtuosismo. Ciò nonostante, la composizione riesce a esprimere un'atmosfera di celebrazione festiva per la nascita di Cristo, temperata da una certa commozione, e fa uso di risorse di retorica musicale convenzionali per le rappresentazioni pastorali.
La Messa di Nostra Signora del Carmine, del 1818, presenta come tratti originali il Quoniam cantato dal soprano, gli assoli di corno e clarinetto, la grande ampiezza tonale, la ricercatezza e la libertà nell'affronta la parti fugate, che combinano alla polifonia episodi concertanti e inseriscono alterazioni eterodosse nei soggetti, e l'esteso utilizzo di unisoni e di cadenze d'inganno (V - IV).
La Messa di Santa Cecilia, composta nel 1826 e risuscitata per la nuova inaugurazione della chiesa di Candelária, una delle cerimonie più sontuose di tutta la storia della città, è una delle sue opere più importanti e originali, definita da Figueiredo come "il culmine della produzione mauriziana" e da Bernardes come "la sua opera maggiore, che può essere messa a fianco delle grandi opere composte durante lo stesso periodo, nella storia della musica occidentale". Ha uno stile d'avanguardia che preannuncia la corrente romantica. Il trattamento armonico presenta frequenti modulazioni per terze, nella sezione Et in terra sorprendono le audaci progressioni cromatiche, le arie delle sezioni Laudamus, Qui tollis e Quoniam sono di un virtuosismo estremo; inoltre è insolita la strumentazione, con diverse sezioni in cui l'accompagnamento si riduce ai legni o agli ottoni. È l'unica composizione mauriziana in cui appaiono oboe e trombone, e come succede in altre messe, i suoi fugati si combinano con i passaggi all'unisono. La sezione Et incarnatus è interessante per il contrasto fra la polifonia del quartetto vocale e l'accompagnamento dei legni. Il Crucifixus, secondo Figueiredo, "è una delle sezioni più impressionanti mai scritte nella musica brasiliana, e forse in quella internazionale. La sua caratteristica principale è la totale indefinitezza della tonalità, che si stabilisce solo nelle ultime delle sue 45 misure. L'accompagnamento inesorabile del coro all'unisono da parte degli archi dà un tono drammatico alla sezione".

#### Musica orchestrale, drammatica e cameristica
Della musica orchestrale sopravvivono solo la Sinfonia Funebre (1790), l'ouverture Zemira (1803) e l'ouverture in re (senza data). La Sinfonia è forse la prima composizione brasiliana strettamente orchestrale, ma ha scarsa sostanza. I motivi sono deboli e male sviluppati e la ricorrente presenza di cadenze genera molta ridondanza. La composizione ha il suo maggior pregio nel colorito armonico e timbristico. L'ouverture Zemira si struttura in forma di sonata e attrae per la drammaticità, esigendo effetti teatrali di "fulmini e tuoni" dietro le quinte. Forse è parte di un'opera perduta. L'ouverture in re è la più importante, con una forma di sonata ben sviluppata e temi sorprendenti.

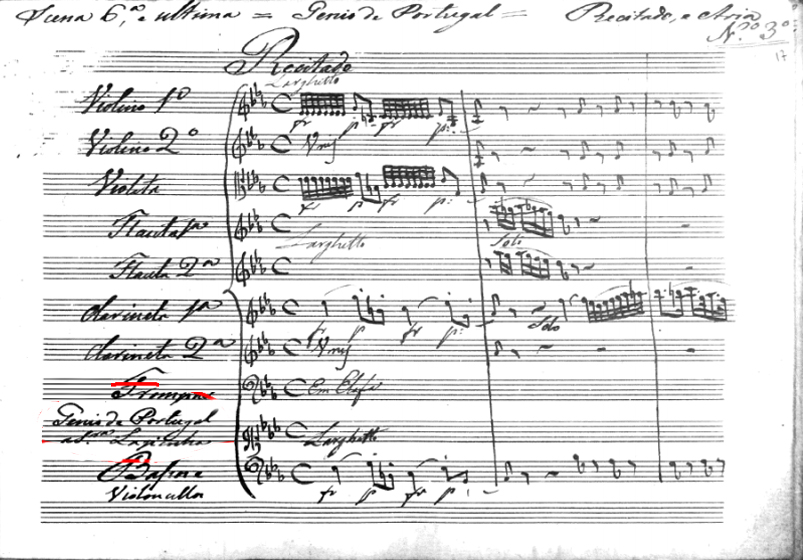
Inizio del recitativo del Genio del Portogallo in Ulisséa, Drama Eroico.

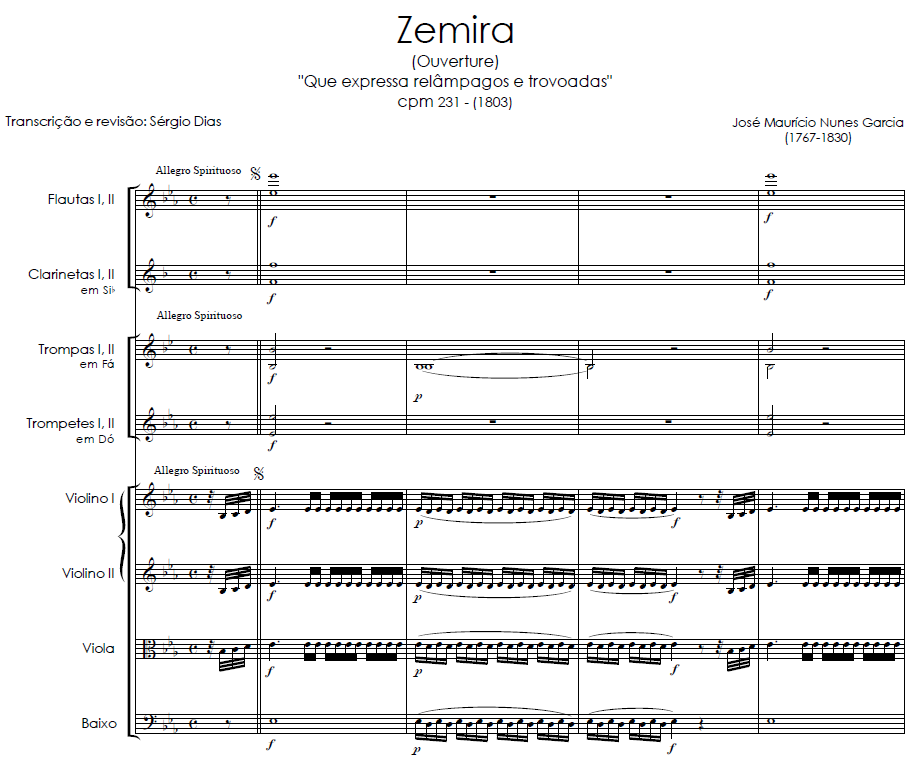
Inizio dell'ouverture Zemira con effetti di "fulmini e tuoni".

Anche la sua produzione drammatica è limitata. L'Ulissea Libertada, Drama Eroico, con libretto di Gastão Fausto da Câmara Coutinho ricavato dal dramma omonimo di Miguel Antônio de Barros, è la più notevole composizione di questo genere. Sembra che reimpiegasse l'ouverture Zemira come introduzione, seguita da un coro con l'assolo del Genio del Portogallo, un recitativo e un'aria per soprano con una parte virtuosistica per clarinetto, un Coro delle Ninfe e un finale con coro, sezioni che erano inframmezzate da declamazioni. La composizione commemorava l'onomastico del principe reggente, il 24 giugno, festa di San Giovanni Battista, e allo stesso tempo alludeva alle vittorie militari portoghesi. Tuttavia, sembra che fosse inscenata esattamente in questa data. Dell'aria virtuosistica del Genio del Portogallo fu incaricata la celebre prima donna Joaquina Maria da Conceição da Lapa, detta Lapinha, che impersonò anche il ruolo di Ulissea. Gli altri pezzi drammatici sono il Coro para o Entremês de Manuel Mendes (1808), composto per Lapinha, e O Triunfo da América ("Il Trionfo dell'America") (1809). Il Triunfo è un dramma in un atto, preceduto da un "Elogio al Principe Reggente". Il suo libretto è ancora una volta di Coutinho e presenta il linguaggio reboante tipico degli elogi ai potenti: commemora l'anniversario del principe e il matrimonio di sua figlia. La rappresentazione ebbe luogo al Real Teatro de São João, con grande pompa. In quest'opera le sezioni declamate predominano su quelle cantate, che comprendono solo l'aria dell'America, il coro Oh Príncipe Regente e il coro finale Salve Ditoso. L'aria fu interpretata da Lapinha. Dell'opera Le Due Gemmelle, esistono solo le diatribe e non è certo che sia stata mai composta. Solo Araújo Porto-Alegre attesta la sua esistenza, dicendo che fu composta su commissione di dom João e rappresentata al Teatro de São João, ma la partitura non è mai stata reperita. Dice Porto-Alegre che l'originale andò perduto nell'incendio del Teatro São João e la sua unica copia, che apparteneva a Marcos Portugal, scomparve con la dispersione delle carte del compositore dopo la sua morte.
Anche il campo della musica da camera fu poco esplorato da Nunes Garcia. Si conoscono soltanto tre modinhas pubblicate, strutturate in due parti contrastanti, con vario trattamento armonico. Beijo a mão que me condena ("Bacio la mano che mi condanna") è senza dubbio la sua opera più famosa in questo genere. I registri dell'epoca dicono che ne avesse composto diverse altre. Avrebbe lasciato pure un gruppo di quartetti di ribeca, attestati da suo figlio, e dodici divertimenti per aerofoni e percussione (1817), secondo Porto-Alegre, composte dopo aver ascoltato l'orchestra che seguiva Maria Leopoldina d'Asburgo-Lorena, futura imperatrice del Brasile, restando incantato dalla precisione "meccanica" degli interpreti, ma tali opere furono perdute.
- Modinha Beijo a mão que me condena (versione midi per flauto e chitarra)

## Professore e strumentista
Il talento di Nunes Garcia nella docenza fu riconosciuto nella sua vita e a partire dalla scuola che aprì svolse un'attività mirata a sviluppare il gusto musicale del pubblico carioca del suo tempo. Cleofe de Mattos disse:
"L'importanza di questo corso deve essere messa in evidenza; sui suoi banchi sedettero alcune delle più notevoli figure della musica: compositori, professori, modinheiros, cantanti, copisti, figure che brilleranno nell'amministrazione del Brasile imperiale, nel terreno dell'organizzazione sociale, così come nell'insegnamento della musica, senza parlare della massa di quelli che si perderanno nell'anonimato delle confraternite, ma lasceranno, lungo il XIX secolo, nel quadro della vita musicale di Rio de Janeiro, in differenti settori, traccia della perpetuità dell'azione proficua del padre José Mauricio Nunes Garcia".
Secondo Urubatan de Castro,
"Fu esimio pedagogo, tanto di teoria come di pratica strumentale, fra cui: viola de arame, organo, spinetta, clavicembalo e pianoforte. [...] Non c'è dubbio che José Maurício fu un grande maestro nell'arte di insegnare musica, coinvolto con i suoi ideali e preoccupazioni con l'apprendimento musicale, che andavano oltre la pura e semplici relazione professore-allievo. [...] Nunes Garcia dimostrò che pedagogicamente è possibile lavorare con quella che si ha, facendo del minimo il massimo, solo che il professor sia possessore di qualità tecnica, creatività, buon senso, improvvisazione, interesse e disponibilità per dedicarsi alla docenza. [...] Sono innumerevoli gli aneddoti del Padre Maestro nell'arte di insegnare musica, che se si raccontassero tutti, eccederebbero le aspettative di qualsiasi lettore avido di studi mauriziani".

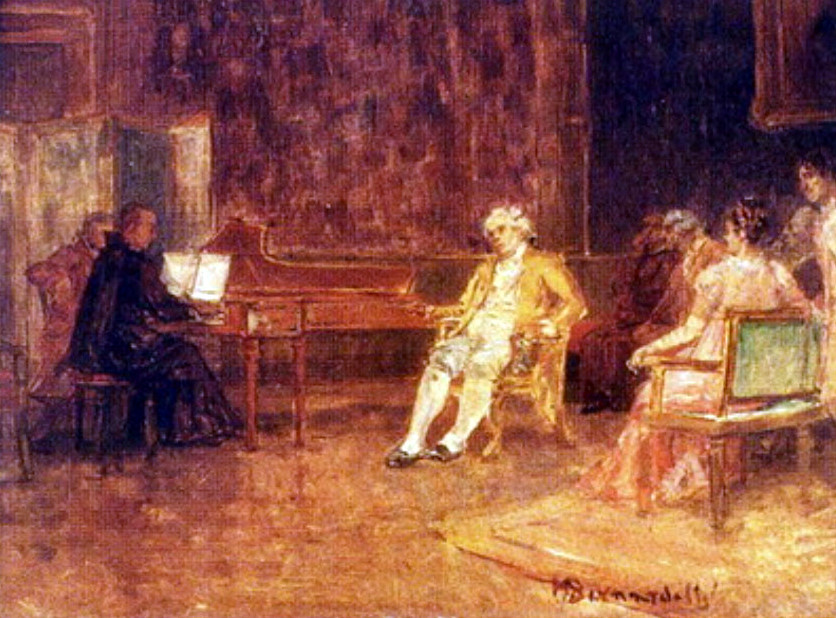
Visione romantica di Henrique Bernardelli di un concerto di clavicembalo eseguito da Nunes Garcia a Corte alla presenza di dom João e del suo rivale Marcos Portugal.

Nel 1821 pubblicò il Compêndio de Música e Método de Pianoforte, che pare essere il primo trattato teorico-pratico sul pianoforte scritto in Brasile da un brasiliano, e che permette di ottenere una buona visione d'insieme delle sue tecniche pedagogiche. L'opera fu scritta principalmente per l'educazione musicale di due dei suoi figli, che andavano sviluppando un apprezzabile talento, ma fu anche usato per addestrare altri allievi. È diviso in due parti: la prima con due serie di dodici studi, e la seconda, con sei fantasie, rivelando un ordine di difficoltà crescente, adeguato a un'opera didattica. La prima serie presenta opere molto semplici, con piccole melodie accompagnate con un'armonia omofonica semplificata, e di struttura per lo più  bipartita. La seconda serie ha una tessitura molto più densa, melodie più elaborate e lunghe, di fraseggio meno prevedibile e incatenamenti armonici più raffinati, che comprendono cromatismi, ed enfatizza la tecnica delle modulazioni. La seconda parte sottintende un dominio sicuro delle tecniche presentate in precedenza, e la sua enfasi ricade sull'interpretazione, sull'elaborazione dell'ornamentazione adeguata al criterio dell'esecutore e sull'educazione del senso dello stile; dimostra già un carattere veracemente artistico con un idioma molto proprio del pianoforte. Nella presentazione di Giulio Draghi per la sua edizione del trattato, egli dice che "la presenza affettuosa del padre permea tutto il volume, insegnando a collocare le mani correttamente sulla tastiera dalle prime lezioni, proseguendo con lo studio della melodia in legato, o basso d'Alberti, note ripetute, ottave interrotte, ornamenti, accordi, arpeggi, tutto in maniera molto semplice, utilizzando temi di Haydn, Rossini e Mozart che culminano nelle belle fantasie. [...] Queste ultime sono al livello delle sonate di Scarlatti e possono anche essere utilizzate da allievi superiori anche im concerto". Produsse inoltre un opuscolo didattico intitolato Elementos d'Arte da Música, il Compêndio de Harmonia, il Compêndio de Contraponto, e le Regras de Acompanhamento, che furono perdute.
- Fantasia nº 2 del Metodo di Pianoforte (Versione midi per clavicembalo. L'ornamentazione non è presente nell'originale)

Fu anche molto apprezzato per il suo talento di strumentista di tastiera: organo, clavicembalo e pianoforte. Adriano Balbi lo definì "il Bomtempo brasiliano" (João Domingos Bomtempo fu un celebre pianista). Sigismund von Neukomm lasciò un aneddoto raccolto da Porto-Alegre, in cui si dimostra la sua versatilità all'organo all'adattare per lo strumento, alla prima lettura, l'intera partitura di una messa per coro e orchestra:
"Entrando io nella Cappella Reale per caso, udii suonare all'organo delle armonie che non mi erano estranee; a poco a poco, andai riconoscendovi passaggi della mia [...] messa; salii in coro, e trovai José Maurício, che tenendo in vista la mia partitura, la trasponeva improvvisando sul suo organo. Avvicinatomi a lui, passai lungo tempo ad ammirare la fedeltà e il valore dell'esecuzione di quel grande maestro: niente di essenziale gli sfuggiva... non potei resistere, lo abbracciai quando ebbe finito, e piangemmo entrambi senza dire nulla".
Più famose, tuttavia, erano le sue abilità di accompagnatore e improvvisatore, elogiate in alti termini da musicisti di fama come Neukomm, che lo lodò come il migliore improvvisatore del mondo, e da conoscitori eruditi come Araújo Porto-Alegre, che lasciò un'eloquente testimonianza del suo virtuosismo:
"In una di quelle riunioni che si facevano in casa del marchese di Santo Amaro, facemmo prove di alcune musiche che mi erano arrivate dall'Europa. Ogni volta che si trattava di cantare cedevo il piano al padre-maestro, perché meglio di lui mai vidi accompagnare. [...] Tra varie fantasie Fasciotti cantò una barcarola che fu freneticamente applaudita e ripetuta. José Maurício, che era al pianoforte, come per riposarsi, cominciò a fare variazioni sul motivo, e, con i nostri applausi, crebbero e si moltiplicarono in belle novità. Rimasti incantati e interrompendo la nostra ammirazioni con ovazioni continue, giungemmo fino a che l'alba non ci sorprese.".

## La questione nazionalista

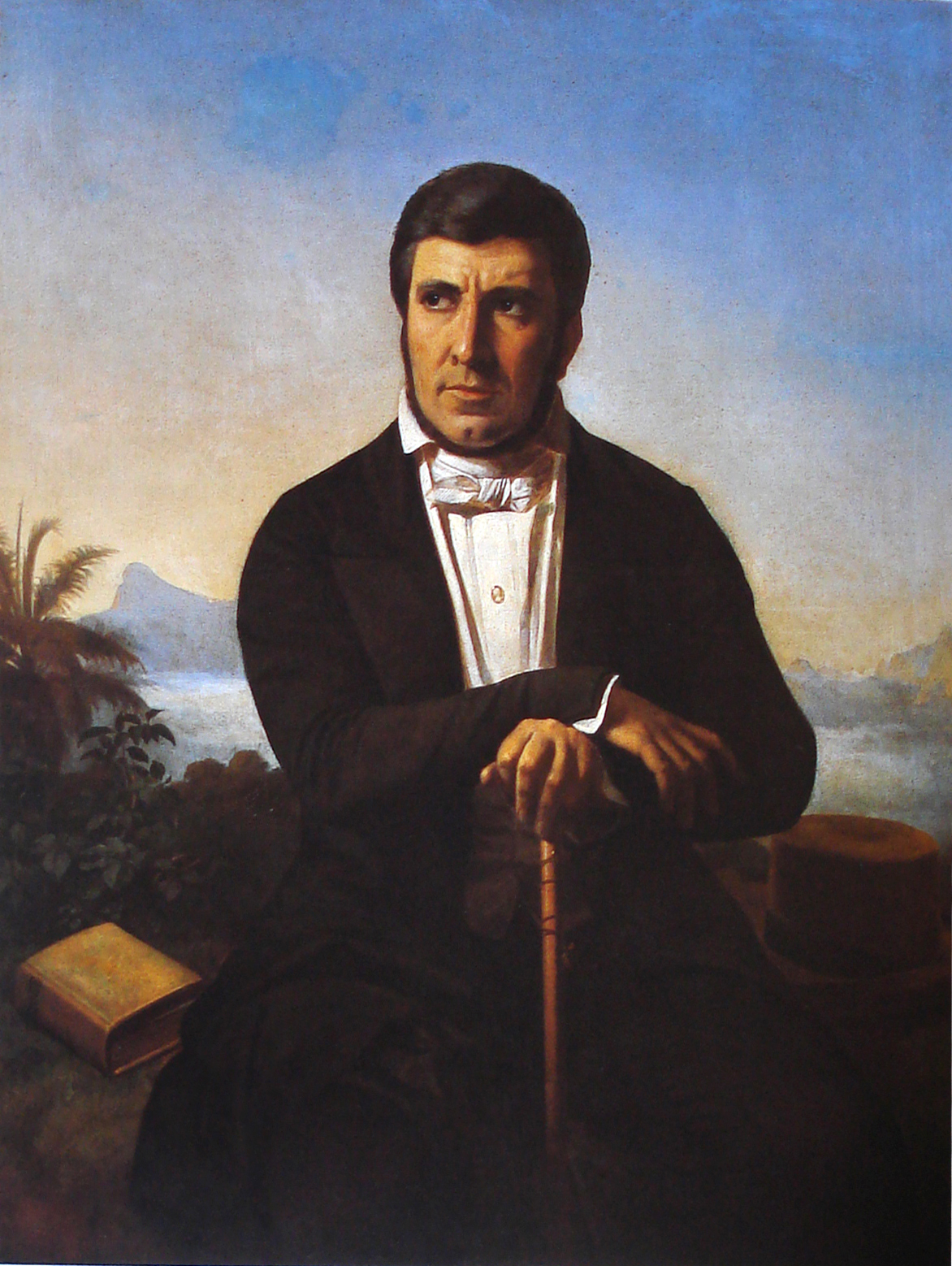
Manuel de Araújo Porto-Alegre, uno dei grandi promotori dell'opera di José Maurício Nunes Garcia, in un ritratto di Ferdinand Krumholz.

Nel XIX secolo José Maurício Nunes Garcia era in generale ritenuto il migliore rappresentante brasiliano dell'estetica classicista austro-tedesca, ed era presentato come una prova di una civilizzazione che non doveva invidiare nulla all'Europa, nonostante ribadisse una chiara derivazione dai modelli europei, il che allo stesso tempo legittimava la sua produzione davanti agli occhi degli stranieri e ingrandiva l'orgoglio nazionale, ma sottintendeva un malcelato sentimento di inferiorità. Araújo Porto-Alegre è un esempio tipico di questo processo, poiché pronostica per l'opera del compositore brasiliano un futuro brillante, "fino a quando l'Europa ti oda, e il mondo ti applauda". Nell'analisi di Luiz Guilherme Goldberg:
"La dimensione di questo compito può essere ben compresa se prendiamo in considerazione che era moneta corrente la credenza nell'impossibilità di una nazione civilizzata ai tropici, e, in aggiunta, meticcia. [...] Il consumo di teorie scientiste, deterministe, positiviste formava un sostrato che giustificava questa credenza. Sotto questo aspetto, José Maurício era un esempio della fattibilità della civilizzazione brasiliana. Si univano in lui lo scientismo germanico e il fatto di essere mulatto. Gli scritti di Taunay lo dicono molto chiaramente, oltre a evidenziare l'antica disputa tra le scuole italiana e germanica".
Nel 1908 Guilherme de Mello pubblicò A Música no Brasil, la prima storia esaustiva della musica brasiliana, un lavoro germinale che, se da una parte fu in continuità con la tendenza del finale del XIX secolo, dall'altra segnò una nuova direzione per gli studi successivi: può essere considerato un precursore della corrente nazionalista che fiorirà un poco più tardi, poiché compie un tentativo di dare prestigio alle espressioni della musica folclorica e popolare brasiliana e alle sue tracce nella produzione erudita come evidenze della sua originalità e autenticità. Mello pose anche attenzione a separare Nunes Garcia dalla corrente operistica italiana, che considerava una scuola degradata, e enfatizzò l'ascendenza austro-tedesca nella sua produzione, una scuola che dal tempo di Porto-Alegre era stata mitizzata come "gloriosa", "solenne", detentrice di "bellezza infinita", sicché il Brasile doveva trarre un motivo di soddisfazione nel prendervi parte. Nel 1926 Renato de Almeida diede seguito al lavoro di Mello, pubblicando la sua História de Música Brasileira, un altro studio influente, in cui chiama Nunes Garcia il "figlio esiliato della musica classica austro-tedesca", ma allo stesso tempo dice che era una "poderosa affermazione dello spirito brasiliano". Percepito come parte di questo illustre lignaggio, José Maurício Nunes Garcia non aveva più bisogno di giustificazioni per il carattere austro-tedesco della sua musica, e poteva essere considerato un monumento nazionale, di una nazione che continuava a vedersi essenzialmente come una trasposizione americana della cultura europea.
Negli anni 1930 l'ideologia nazionalista ebbe un nuovo impeto con il supporto di un gruppo di prestigiosi intellettuali legati al governo, che si impegnavano a riscattare il passato artistico nazionale in un tentativo di costruire un nuovo senso di brasilianità e autonomia, attraverso la proposta o la costruzione di eroi nazionali. In quest'epoca la visione del XX secolo su Nunes Garcia fu ancora rafforzata, per l'ambizione politica di iscrivere il Brasile nella cerchia delle "nazioni civilizzate" e per l'uso di un vocabolario magniloquente per descrivere il compositore, associandolo ancora una volta all'eredità austro-tedesca, il che rispondeva alla mentalità del tempo più che alla reale conoscenza della sua produzione musicale. Per Magaldi, era sintomatico di questo stato di cose che Mello e Almeida probabilmente non avessero mai udito la musica di Nunes Garcia e avessero basato i loro studi sulle affermazioni di Porto-Alegre e Taunay, in quanto negli anni 1930 la musica di Nunes Garcia era ancora confinata a circoli molto ristretti, come all'inizio del secolo.  Queste contraddizioni e incongruenze diedero origine a una ventata di folclore patriottardo  e di interpretazioni ingannevoli che hanno ripercussioni fino a oggi, persino negli ambienti accademici.

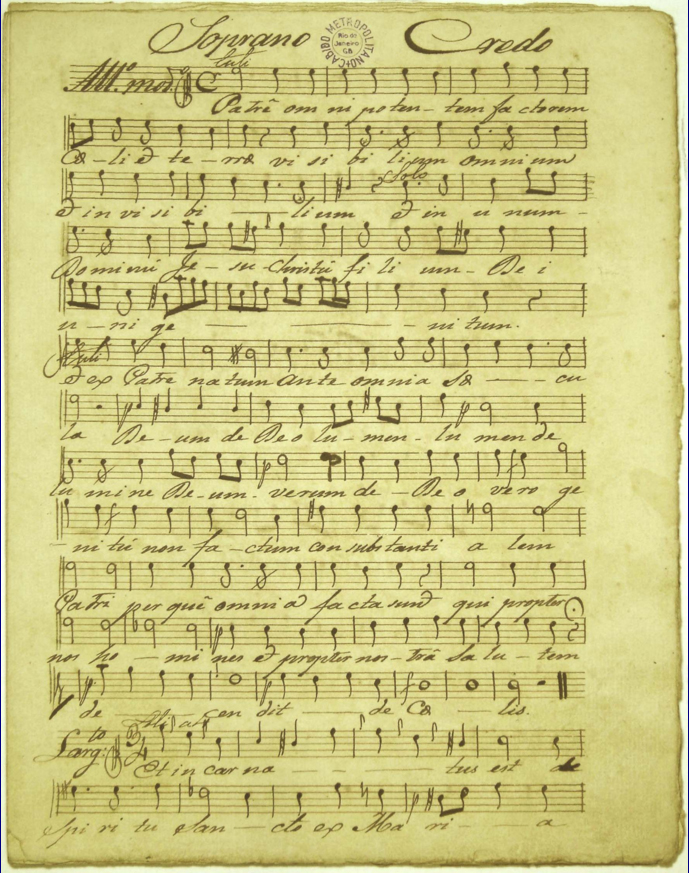
Partitura autografa con un passaggio della parte di soprano del Credo della Messa in do maggiore.

Mário de Andrade, attivo in questo periodo, fu uno dei primi a concedere nitidamente a Nunes Garcia il merito dell'originalità rispetto ai maestri della musica europea, dicendo che "non perdeva opportunità negli adagi e negli assoli delle sue messe per imprimere loro un accento di modinha". Luiz Heitor Corrêa de Azevedo, e più tardi Cleofe Person de Mattos e José Maurício Brandão, fra gli altri, lo accompagnarono in quest'opinione, che non di meno fu contestata a più riprese. Oliveira Lima, per esempio, lo dichiarò "procedente dai grandi maestri tedeschi" e Rossini Tavares de Lima affermò che “vogliono alcuni spiriti, poco osservatori, trovare nella musica del padre, i primi germi del nativismo; ma purtroppo siamo obbligati a discordare. La sua musica è tedesca e principalmente mozartiana e haydniana". Successivamente lo stesso Mário de Andrade rinnegò la sua posizione iniziale, dicendo che gli elementi tipicamente brasiliani nella sua opera erano meramente fortuiti, aggiunti “come senza volere”. Bruno Kiefer negli anni 1970 affermò che "stilisticamente, José Mauricio è un riflesso dell'Europa. Ciò che vi è in lui di personale si manifesta in termini europei e non attraverso una contribuzione che riveli un modo di essere brasiliano. Globalmente, un ascolto più raffinato, tuttavia, potrà scoprire, qui e là, ombre dell'ambiente della modinha, quasi un preannuncio dell'aurora del sentimento nativo nella musica brasiliana erudita". Virmond & Nogueira accettano l'influenza austro-tedesca, che è comunque incontestabile, ma le attribuiscono "una singolarità propria e una drammaticità che le conferisce talento" e aggiungono che "José Maurício appare, alla fine del XVIII secolo, come un compositore nazionale che molto contribuì all'identità della cultura musicale del paese. Non si tratta, certamente, di nazionalismo in musica, che verrà successivamente con Villa Lobos, ma della fondazione di una produzione distintamente autoctona ancorché impregnata dall'estetica della metropoli". L'impasse non era ancora risolta, e le prove mostrano che Nunes Garcia era stato cooptato da ideologie molto diverse, che "modellano il passato in accordo con le necessità del presente", come osservò Magaldi. Marcelo Hazan così sintetizzò la polemica:
"Tra la fine della Monarchia e l'inizio della Repubblica, il canone tedesco personificò una conformità culturale cosmopolita coerente con l'esclusione della feccia negra e meticcia dell'ideale della nazione. Durante l'era Vargas, tuttavia, l'intreccio degli strati resi razzialmente subalterni doveva essere riconsiderato alla luce della congiunzione di interessi populistici e capitalistici. La modinha, valutata come musica meticcia e materia prima per la composizione erudita, incarnava un'individualità culturale nazionale coerente con il rilassamento dei confini razziali della nazione, al fine di cooptare la popolazione di ascendenza africana. La trasformazione del meticciato da causa dei mali del paese a fonte di orgoglio nazionale, attraverso una soluzione sbiancante, segnò il percorso attraverso il quale ebbe luogo la ricezione del compositore mulatto José Maurício Nunes Garcia. Le sue incarnazioni sociali mostrano come la ricerca in Europa di modelli per la creazione musicale abbia lasciato il posto alla ricerca in Brasile di modi per esprimere la brasilianità attraverso la musica. José Maurício non fu solo arruolato a favore della grande arte austro-germanica, di cui era considerato erede, ma anche a favore della tradizione nazional-modernista, di cui era considerato un padre. Questi processi ideologici di conformismo cosmopolita e individualità nazionale si tradussero nella costruzione di due genealogie mauriziane, la prima a partire da Haydn e la seconda che culmina in Villa-Lobos. Il "classico brasiliano" divenne così il "brasiliano classico".
Dalle Idéias sobre a Música , le costruzioni razziali del potere informano il discorso storico-musicale brasiliano, e in particolare la letteratura mauriziana, in un modo e in una misura che i musicologi stessi non hanno ancora soppesato. Limitando il loro oggetto di studio a un passato lontano, la cui ricostruzione consideravano un processo pacifico e apolitico, i biografi e gli storici del compositore considerarono compiuto il loro dovere e si sottrassero ad ogni autocritica. In disaccordo con le altre scienze umane, dove la problematizzazione critico-teorica del retaggio razziale brasiliano è una pratica consolidata, la musicologia esibisce l'ethos di una società in cui il razzismo è una specie di tabù. Una società in cui, nelle parole classiche di Florestan Fernandes, vige un "pregiudizio di avere un pregiudizio". Inutile dire che questo silenzio è inaccettabile (Bohlman 1993, Radano, Bohlman 2000: 38-40) di fronte all'ingiustizia che continua oggi, sancita nella disuguaglianza degli indici di disoccupazione, di analfabetismo e di mortalità infantile".
Le incongruenze nel suo apprezzamento continuano in parte anche a causa delle divergenze sul significato del nazionalismo e della brasilianità musicale e per via delle implicazioni sociologiche che derivano da questo tema, un'area ancora poco esplorata negli studi mauriziani, benché la sua posizione storica venga sempre meglio chiarita dagli studi più recenti. Bisogna notare, come ha fatto Irineu Franco Perpetuo, che concetti come la brasilianità e il nazionalismo musicale ai tempi di Nunes Garcia non esistevano nemmeno, e che accusarlo di "essere brasiliano" è un anacronismo, citando anche la prudenza di Otto Maria Carpeaux, che scrive che è "Difficile dire di più, mentre la maggior parte delle sue opere rimangono inaccessibili." Anche Bernardes considerava la critica ai forestierismi nella sua opera fuori luogo, ricordando che "ogni produzione artistica non può essere considerata esente da influenze e modelli".

## Riscoperta delle opere

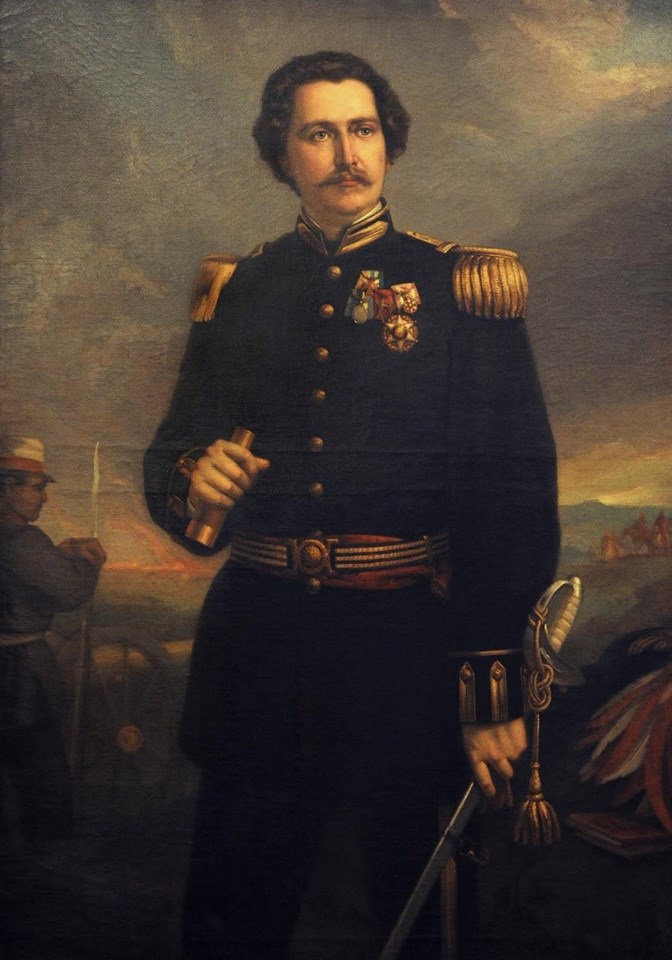
Alfredo d'Escragnolle Taunay, visconte di Taunay, influente sostenitore di Nunes Garcia.

Nunes Garcia non ebbe eredi artistici diretti, ma fu uno dei pochi compositori del periodo coloniale che non furono completamente dimenticati dalle generazioni successive. Mentre era ancora in vita, molte delle sue composizioni furono tracopiate e divulgate in altre regioni del Brasile. Con la riorganizzazione della Cappella Reale (ribattezzata Cappella Imperiale) durante il regno di Pietro II, fu posta sotto la direzione di Francisco Manuel da Silva, che era stato un allievo di Nunes Garcia: alcune delle sue composizioni tornarono nel repertorio ufficiale, ancorché riarrangiate secondo il gusto romantico allora prevalente. Altre composizioni continuarono a essere eseguite nel Minas Gerais, a San Paolo e nel Rio Grande do Sul, e lungo il XIX secolo ebbe come grandi sostenitori Manuel de Araújo Porto-Alegre, il visconte di Taunay e Bento das Mercês.
Alla fine del XIX secolo il visconte di Taunay, oltre a scrivere su Nunes Garcia, ottenne che il governo brasiliano acquisisse la grande collezione di manoscritti che Bento das Mercês aveva raccolto e con l'aiuto di Alberto Nepomuceno pubblicò il Requiem del 1816 in versione ridotta per canto e pianoforte oppure organo. Un passaggio di Manuel Duarte Moreira de Azevedo, un altro entusiasta della fine del secolo, è rappresentativo del fervore dei suoi ammiratori nel momento in cui l'autore era "riscoperto" e si iniziava un processo di mitizzazione della sua figura e delle sue composizioni, in cui già appariva come un maestro consumato dalla nascita:
"Nelle solenni festività religiose del tempo del re, si vedeva nel coro della chiesa cattedrale un uomo con una fronte alta, piena di ispirazione e genialità che dirigeva una numerosa orchestra; era un artista ispirato che scriveva poesie di armonia e entusiasmava le folle che lo ascoltavano; e questo uomo predestinato, di fronte a un'orchestra, a una festa reale, riempiendo di emozioni il re, i cortigiani, il clero, il popolo che assorti lo ascoltavano e ne ammiravano l'armonia, i suoni melodiosi della sua musica divina, e questo artista i cui inni impressionavano un uditorio numeroso e davano alle feste della chiesa maggiore attrazione e fascino, imparò da solo l'arte che professava, o che Dio gli avesse rivelato; e questo musicista che la folla ascoltava con stupore, affogando nella frenesia degli applausi i suoni più limpidi dei suoi inni, fu il padre José Mauricio Nunes Garcia".

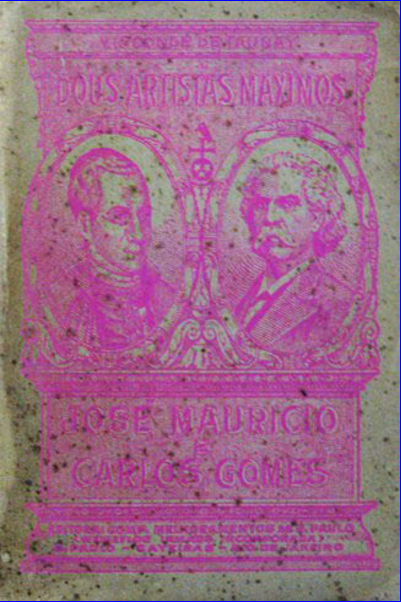
Copertina di Dous Artistas Máximos: José Maurício e Carlos Gomes.

A cavallo tra il XIX e il XX secolo, Nepomuceno restaurò la Messa di Santa Cecilia e la eseguì alla nuova inaugurazione della chiesa di Candelária nel 1900, in una cerimonia che ebbe molte ripercussioni. Nello stesso anno fu eseguita nella chiesa di Santa Croce dei Militari la Messa Mimosa. Poco più tardi i già citati Mello e Almeida gli diedero un significativo spazio nelle loro importanti pubblicazioni storiche. Nel 1930, quando il nazionalismo era in auge, il figlio di Taunay, Afonso d'Escragnolle Taunay, riunì gli scritti del padre sul compositore, pubblicando i libri José Mauricio Nunes Garcia e Dous Artistas Máximos: José Maurício e Carlos Gomes, che contribuirono poderosamente alla divulgazione della sua eredità. Nello stesso anno, di fronte al presidente della repubblica e al ministro della giustizia, fu commemorato il centenario della sua morte con un festival letterario-musicale all'Instituto Nacional de Música, con il proposito dichiarato di riabilitare la sua memoria. Afonso Taunay, nel suo discorso d'occasione, disse: "Fu quest'uomo incontestabilmente un genio musicale, a cui il Brasile ancora non ha pagato un baiocco del debito di ammirazione e riconoscenza a cui ha inconcusso diritto, con pregiudizio e disonore per tutta la nazione, che così dimostra di disprezzare i tesori che possedette". Altri gli fecero eco, ma un'opinione discordante fu espressa da Mário de Andrade:
Genio di grande soavità, di un'invenzione melodica appropriata ed elevata, a volta rispunta in José Mauricio una o l'altra linea più drammatica. Ma come espressività generale è quasi sempre dolce, umile, senza grandi accessi mistici, né estasi divine. Un essere molto abituato alle meschinità della vita. Non ebbe coraggio, mai si innalzò in slanci ideali. Nemmeno le estasi dell'umiltà o della purezza volle avere. Rimase nel suo tempo e dentro sé stesso. Nitidezza melodica, buona sonorità, sobrietà equilibrata, scrittura eminentemente di accordi, senza individualismo. Fu il più grande artista della nostra musica religiosa, ma non ha superato quello che fecero nel genere gli italiani del tempo. E questo, universalmente, era poco".
A partire dagli anni 1940 la musicologa e maestra Cleofe Person de Mattos assunse un ruolo di protagonista negli studi dedicati al compositore, producendo una sostanziosa mole di saggi che costituirono la base dei successi progressi e sono ancora riferimenti ineludibili. Eseguì i suoi brani in molti luoghi, scrisse articoli, riscoprì partiture e intraprese restauri, e lasciò come principale eredità la pubblicazione del primo catalogo tematico elaborato con criteri moderni, dopo i cataloghi di Joaquim José Maciel (1887), Miguel Pedro Vasco (1902) e Luís Heitor Correia de Azevedo (1932) e due cataloghi parziali del padre Antônio Romualdo da Silva (1922) e di Olinto de Oliveira (senza data). La prima incisione di una delle sue opere si ebbe nel 1949, con la registrazione su un 78 giri dell'Ave Maria del Responso de Natal. Il primo LP apparve nel 1957, con l'edizione completa della Messa Pastorale. Nel decennio che seguì varie composizioni furono udite nelle cerimonie religiose, altre furono pubblicate, principalmente per iniziativa di Funarte, con buon riscontro del pubblico, anche all'estero, e furono riscoperte partiture che si pensavano perdute.

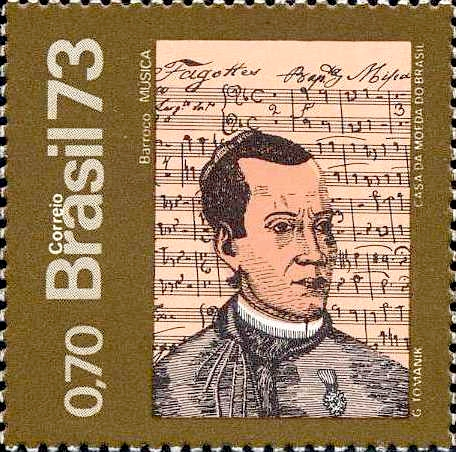
Francobollo commemorativo del 1973.

Però, l'impegno di recupero della sua eredità non ebbero molta continuità, e ciò fu riconosciuto nel 1967 nel catalogo dell'esposizione organizzata dalla Biblioteca Nazionale per commemorare il bicentenario della nascita: "200 anni. Di che? Di dimenticanza. Di ingratitudine. Gli sforzi individuali — di un Taunay, per esempio, per citare il più espressivo — non ebbero continuatori nelle autorità pubbliche. Né il luogo ove nacque si preoccupò di commemorare degnamente l'anniversario".
Negli anni 1980 si rinnovò l'interesse per la sua opera, e furono realizzati in Brasile vari omaggi nella ricorrenza dei 150 anni dalla sua morte. In questo periodo Mattos pubblicò altri otto volumi di partiture in edizione critica, nel 1994 pubblicò il Requiem del 1816 nella sua versione originale, e nel 1997 lanciò la più importante ed erudita biografia scritta su di lui, da molto attesa e considerata ancor oggi la versione "definitiva" della sua vita, accompagnata da un riassunto del catalogo tematico. Da allora altri musicologi si sono dedicati sulla sua produzione, ma in general si sono concentrati su aspetti particolari. Lo studio della sua vita e della sua produzione è reso difficile dalla scarsità di fonti biografiche primarie e dalle contraddizioni che vi si trovano, dalle incongruenze nelle datazioni delle composizioni, dalle indicazioni di strumentazione e dinamica a volte vaghe o assenti, dagli errori dei copisti, dalla difficoltà di un'interpretazione esatta del vocabolario tecnico e della codificazione della scrittura musicale dell'epoca, dalla perdita di testi di opere vocali o di parti strumentali, e dagli arrangiamenti compiuti nel XIX secolo da altri compositori, che deturparono le intenzioni originali dell'autore, ma sono l'unica fonte disponibile per varie opere. Oggi diverse composizioni sono tornate nelle sale da concerto e recitate nelle chiese e si succedono nuovi studi, edizioni critiche e incisioni, ma la maggior parte della sua produzione conosciuta ancora attende un approfondimento e una visibilità adeguati, poiché sono relativamente poche le opere di repertorio o che siano state incise, rendendole disponibili per il grande pubblico; tuttavia, dagli anni 1990 il loro numero sta crescendo rapidamente.
Ancora rimangono molti miti attorno a Nunes Garcia. Uno di questi gli accredita un talento innato così grande che l'apprendimento formale che ricevette avrebbe poco influito sulla sua produzione. Nella direzione opposta, Cláudio Esteves dice che "si osserva, in parte della letteratura disponibile sul compositore, una visione condiscendente rispetto alle sue conoscenze teoriche, sottostimando la sua scrittura musicale, attitudine che deve cambiare alla luce degli studi più recenti". José Maurício Brandão, dice invece che molte volte la sua musica è apprezzata in paragone a quella di Haydn e Mozart, dimenticandosi di riconoscere la sua originalità e il differente contesto, nonché di analizzare obiettivamente il modo in cui adattò la tradizione ricevuta per esprimere la sua propria voce. Anche Eduardo Seincrnan denunciò l'"ideologia della sottomissione" che è solita intendere gli artisti coloniali sempre obbligati a prestare attenzioni ai parametri della madrepatria e sempre condannati a essere apprezzati rispetto ad essi, quasi invariabilmente in termini dispregiativi. Sottolineò che l'analisi tecnica della sua scrittura rivela innumerevoli esempi di divergenza ben riuscita rispetto ai maestri canonici del Classicismo, più che sufficienti per attestare la sua originalità, e dichiarò che "l'ascolto della sua produzione ci rivela la presenza non solo di un artigiano, ma di un vero inventore". Perfino la disputa con Marcos Portugal, tanto frequentemente ripetuta nella bibliografia e menzionata per le sue supposte conseguenze nefaste per il brasiliano, è stata posta in dubbio. Lino de Almeida Cardoso riferisce che "molto si parla e poco si sa [...] sul reale peso partecipativo di Marcos Portugal nello scenario musicale carioca come un protagonista", ed egli potrebbe essere stato solo un personaggio secondario nel processo di allontanamento di Nunes Garcia dal centro delle attenzioni e della sua decadenza, giacché "quando si persevera dicendo che l'attività di José Maurício decadde, in conseguenza degli intrighi di Portugal, quasi non si prende in considerazione, come componente fattuale più importante di questo supposto declino produttivo, lo stato di salute del sacerdote, definito rovinato dal suo collega austriaco [Neukomm], già nel 1819". La suggestione della decadenza, di fronte alle evidenze materiali, non ha nemmeno molto senso dal punto di vista artistico, poiché alcune delle sue composizioni più ambiziose e importanti, come il Requiem e l'Ufficio dei Defunti del 1816, la Messa di Nostra Signora del Carmine del 1818, la Messa di Santa Cecilia del 1826, appartengono alla fase finale della sua vita. Carlos Alberto Figueiredo segnala ancora che la maggior parte delle interpretazioni contemporanee delle sue opere non sono molto bene informate in termini di autenticità storica, ma provengono da letture realizzate a partire dai principii stabiliti dal sinfonismo romantico della fine del XIX secolo, che ancora domina le tradizioni musicali di gran parte delle orchestre brasiliane.
Polemiche a parte, l'apprezzamento contemporaneo esprime consenso nel considerarlo il maggior compositore brasiliano del suo tempo e uno dei principali che il paese abbia mia prodotto, ed è riconosciuto come tale anche in pubblicazioni estere. Al compositore negli anni 1950 è stato dedicato un premio istituito dalla Biblioteca Nacional per i migliori educatori musicali, ed è il patrono del seggio nº 5 dell'Academia Brasileira de Música, ha dato nome a vie e scuole in varie città e le poste brasiliane hanno emesso un francobollo commemorativo.